# Fiat 126
Fiat 126 (wł. centoventisei), zwyczajowo (od 1997 roku oficjalnie) „Maluch” – samochód osobowy klasy aut najmniejszych, konstrukcji włoskiego producenta Fiat, produkowany w latach 1972–2000. Produkowany był przez Fiata oraz na licencji przez polską Fabrykę Samochodów Małolitrażowych (od 1992 roku część koncernu Fiat jako Fiat Auto Poland) jako Polski Fiat 126p (we Włoszech do 1980 roku, w Polsce w okresie od 6 czerwca 1973 do 22 września 2000 roku).
Fiat 126 był następcą i rozwinięciem technicznym produkowanego od 1957 roku modelu 500 Nuova. Zachowano ogólną koncepcję samochodu, napędzanego benzynowym, czterosuwowym, chłodzonym powietrzem silnikiem typu R2, umieszczonym w tylnej części pojazdu. Napęd był przenoszony poprzez czterobiegową ręczną skrzynię biegów na koła tylne.
Oprócz podstawowego modelu z 2-drzwiowym nadwoziem typu fastback, napędzanego początkowo silnikiem o pojemności skokowej 594 cm³ i mocy 23 KM, a od 1977 — 652 cm³ i 24 KM, produkowane były również modele pochodne:
- Steyr-Fiat 126 (1973–1975), produkt austriackiej firmy Steyr, która wyposażyła 2069 włoskich Fiatów 126 m.in. w mocniejszy silnik typu bokser (643 cm³, 25 KM);
- 126 BIS (1987–1991), 3-drzwiowy hatchback z silnikiem chłodzonym cieczą, o pojemności 703 cm³ i mocy 25,2 KM, produkowany w zakładzie FSM w Tychach (190 361 egzemplarzy);
- 126p Cabrio (1991–1995), 2-drzwiowy kabriolet bazujący na zespołach wersji fastback (507 egzemplarzy).

Wyprodukowano 4 671 586 egzemplarzy Fiata 126, z czego 3 318 674 w Polsce (1 152 325 w Bielsku-Białej, 2 166 349 w Tychach), a we Włoszech 1 352 912. W latach 1975–1992 wyeksportowano 897 316 Polskich Fiatów 126p.
Fiat 126 uznawany jest za samochód, który zmotoryzował polskie społeczeństwo. Jego atutami były niska cena zakupu (był najtańszym samochodem dostępnym na polskim rynku) i prosta konstrukcja, umożliwiająca samodzielne naprawy. Był natomiast krytykowany za słabe osiągi, niską skuteczność hamulców i niewielką przestrzeń użyteczną. Przez wiele lat Fiat 126 był jednym z najczęściej spotykanych samochodów na drogach w Polsce i doczekał się wielu nazw potocznych, z których najpopularniejsza – maluch, stała się pod koniec produkcji tego modelu (1997) jego oficjalną nazwą.
W 1991 roku pojawił się, przewidziany na następcę modelu, samochód Cinquecento, którego produkcję zakończono jednak już w 1998 roku.

## Historia modelu

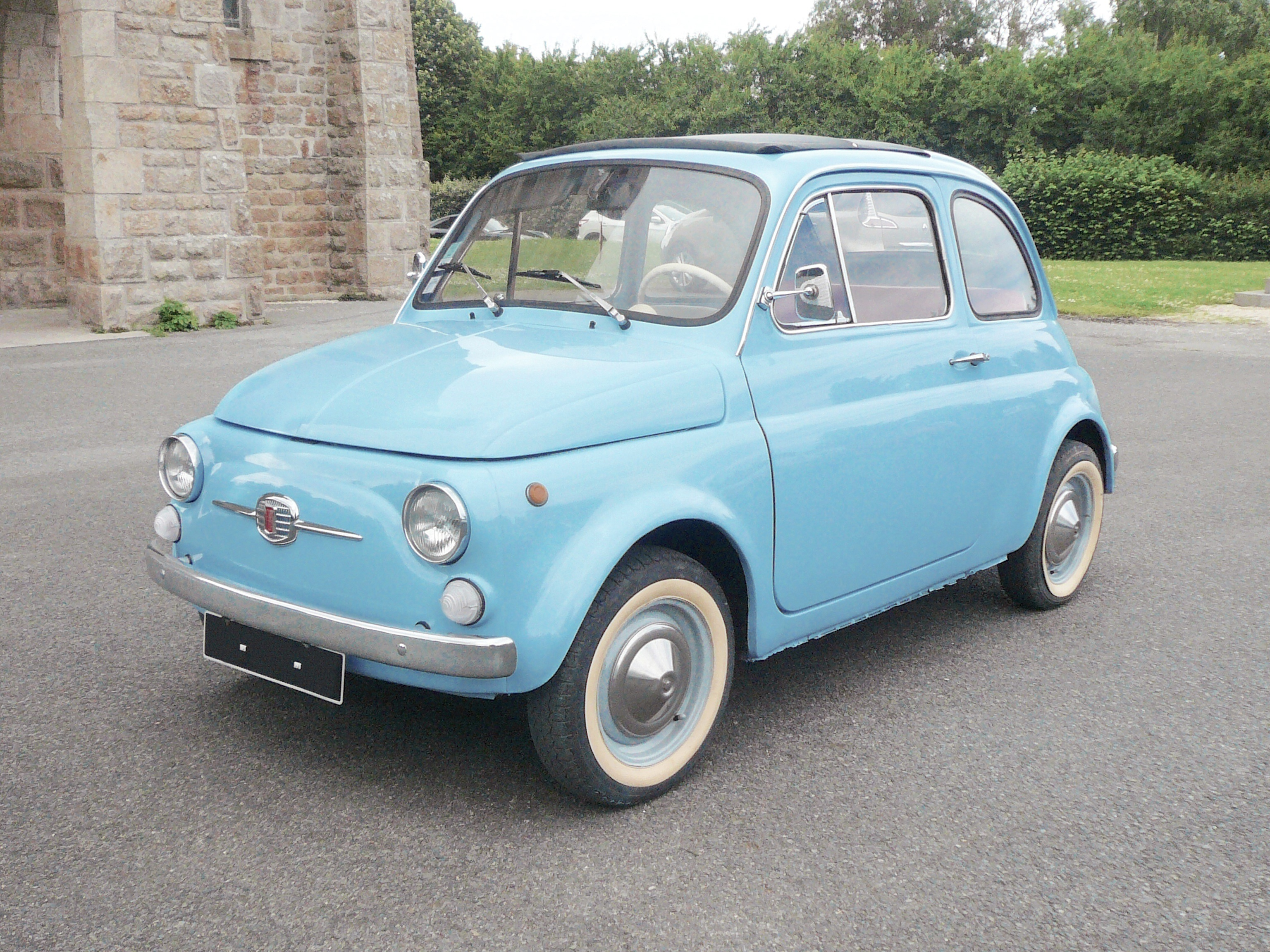
Fiat 500 Nuova, przodek modelu 126

Fiat 126 był następcą produkowanego od 1957 roku modelu 500 Nuova, który zyskał popularność m.in. we Włoszech. Prace nad następcą 500 Nuova ruszyły w 1968 roku. Model 126 stanowił rozwinięcie konstrukcji poprzednika. Pojemność skokową dwucylindrowego, chłodzonego powietrzem i umieszczonego z tyłu silnika powiększono do 594 cm³, podnosząc moc do 23 KM. Rozstaw osi (1840 mm) pozostał taki sam. Fiat 126 otrzymał bardziej kanciaste nadwozie, o współczynniku oporu aerodynamicznego wynoszącym 0,47, mieszczące cztery osoby – dwoje dorosłych i dwójkę dzieci. Do innowacji należą również m.in. dwuobwodowy układ hamulcowy, synchronizacja w (dotychczas niezsynchronizowanej) czterostopniowej skrzyni biegów przełożeń II–IV, dzielona kolumna kierownicy i przeniesienie zbiornika paliwa w tylną część samochodu.
Pod koniec lat 60. XX w. Polska rozpoczęła poszukiwania licencjodawcy samochodu klasy popularnej. Oprócz walorów modelu, pod uwagę brano również warunki licencji; strona polska preferowała jej spłatę gotowymi samochodami lub częściami. Na takie warunki przystał włoski Fiat, z którym rozmowy toczyły się od lipca 1970 roku. Turyński producent zaproponował dwa modele: 127, z przednim układem napędowym, oraz 126. Drugą opcję strona polska oceniła jako korzystniejszą (przy wyborze modelu 126 Fiat zgodził się na spłatę zobowiązań gotowymi zespołami napędowymi oraz samochodami, a ponadto koszty produkcji modelu 127 przy jej porównywalnej skali były o 20 – 25% wyższe). Oprócz Fiata, rozmowy prowadzono m.in. z Toyotą (model Corolla), Citroënem (Dyane), Renault (modele 4 i 5), Volkswagenem (Garbus i Golf, a także NSU Prinz i 1000) i Fordem. Przedsiębiorstwo Handlu Zagranicznego „Pol-Mot” podpisało umowę z Fiatem o współpracy technicznej i licencyjnej na model 126 29 października 1971 roku. Kontrakt przewidywał spłatę licencji dostawami 820 tys. zespołów napędowych przeznaczonych dla samochodów produkowanych we Włoszech oraz 50 tys. samochodów dla sieci sprzedaży Fiata. 1 stycznia 1972 roku z przekształcenia Wytwórni Sprzętu Mechanicznego w Bielsku-Białej powstała Fabryka Samochodów Małolitrażowych.

### 600 (1972–1977)

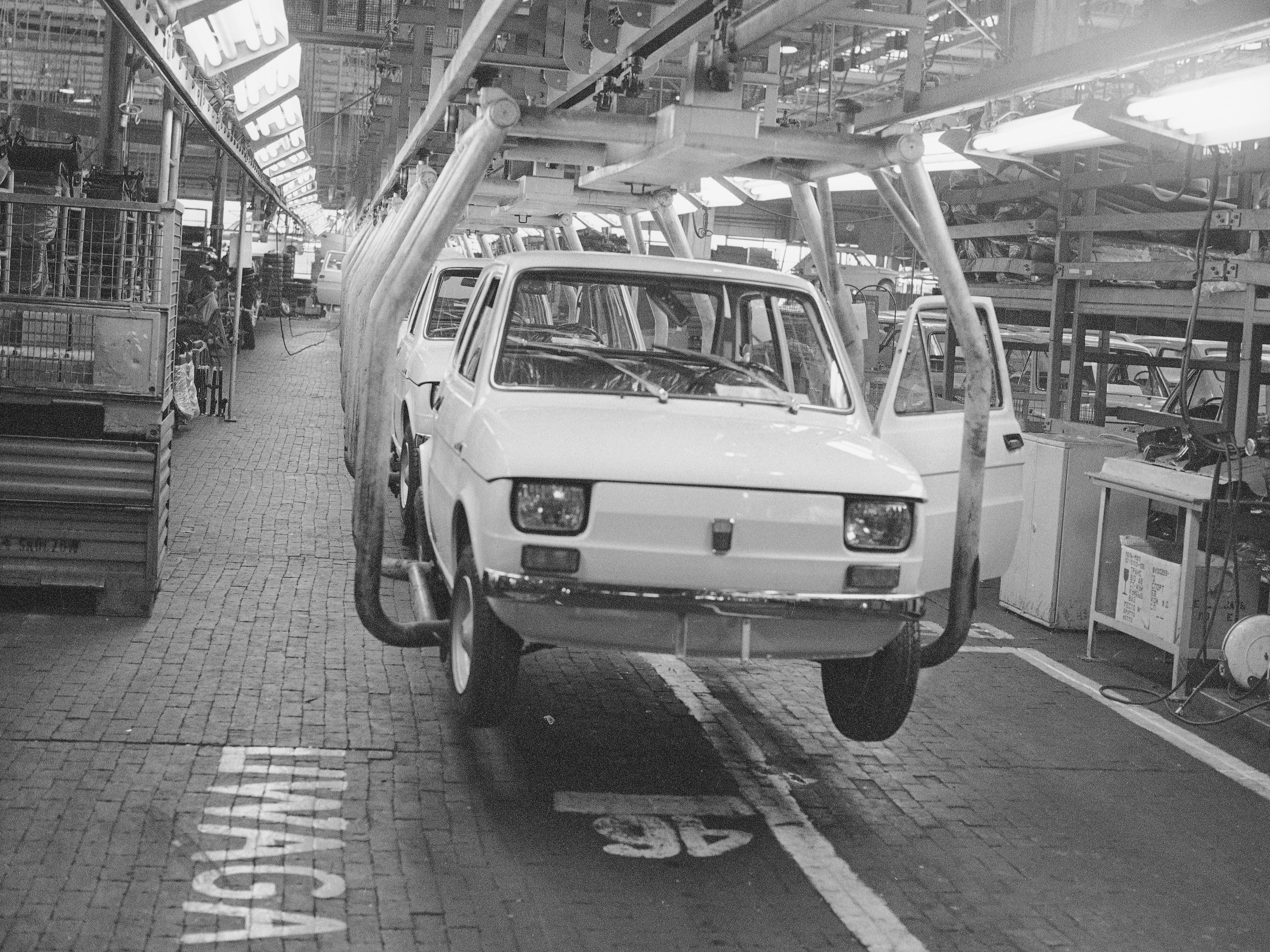
Produkcja „Malucha” w FSM w Bielsku-Białej w latach 70. XX wieku

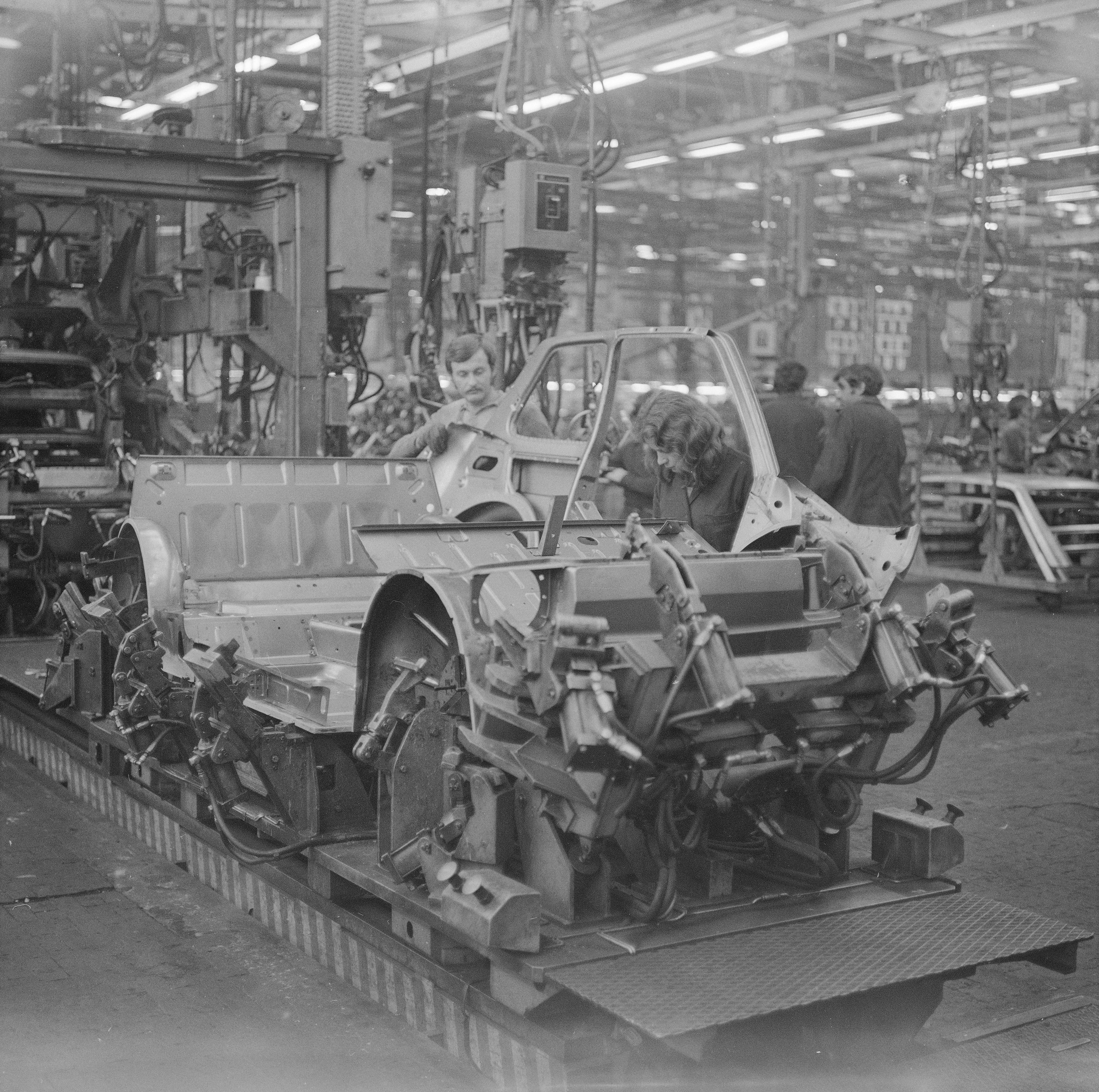
Produkcja „Malucha” w FSM w Bielsku-Białej w latach 70. XX wieku

Pierwszych 100 Fiatów 126 powstało w zakładzie Fiata we włoskim Cassino we wrześniu 1972 roku. W następnym miesiącu odbyła się premiera samochodu na salonie samochodowym w Turynie, a 9 listopada został on zaprezentowany na placu Defilad w Warszawie. W plebiscycie na Samochód Roku 1972 Fiat 126 zajął szóste miejsce. Do 1975 roku równolegle produkowany był model 500 Nuova (wersja kombi, 500 Giardiniera, do 1977 roku).
5 lutego 1973 roku bank PKO rozpoczął przyjmowanie przedpłat na zakup Polskiego Fiata 126p. Cenę samochodu wyznaczono na 69 000 zł, a pierwsze egzemplarze miały trafić do posiadaczy przedpłat w 1977 roku, lub wcześniej – drogą losowania. Średnia pensja w Polsce oscylowała wówczas między 3 a 4 tysiącami złotych. Dla porównania oficjalna pensja minimalna wynosiła wtedy 1000 zł, a od 1974 roku 1200 zł.
Pierwszy, zmontowany z włoskich części Polski Fiat 126p został zbudowany w Fabryce Samochodów Małolitrażowych 6 czerwca 1973 roku. Oficjalnie produkcja ruszyła 22 lipca tego samego roku. Według danych z 1973 roku część uszczelek do modelu przekazywały Zakłady Przemysłu Gumowego „Stomil” w Sanoku.
Pierwsze Polskie Fiaty 126p trafiły na polski rynek latem 1973 roku. Na giełdach samochodowych cena pojazdu dochodziła do 110 tys. zł. „Maluch” trafił również do sprzedaży w eksporcie wewnętrznym, za cenę 1100 dolarów amerykańskich.
W październiku 1974 roku FSM rozpoczęła eksport silników przeznaczonych dla włoskich Fiatów 126, na poczet spłaty licencji.
18 września 1975 roku oddano do użytku zakład FSM nr 2 w Tychach, o rocznych mocach produkcyjnych wynoszących 200 000 samochodów.
Od 1975 roku, korzystając z doświadczeń z eksploatacji Polskiego Fiata 126p w polskich warunkach, wprowadzano w samochodzie zmiany, m.in. wydłużono resor i usztywniono przednie wahacze.
W 1976 roku cena Fiata 126 na rynku zachodnioniemieckim wynosiła 5890 marek. Według czasopisma Auto motor und sport był on najtańszym w zakupie i eksploatacji małym samochodem europejskim.

### 650 (1977–1984)
Pierwszą zasadniczą modernizację modelu przeprowadzono w 1977 roku. Zmodernizowany samochód zaprezentowano w czerwcu tego roku na 49. Międzynarodowych Targach Poznańskich.
Zewnętrznie nowa wersja modelu odróżniła się zmodyfikowaną pokrywą komory silnika, pozbawioną czterech dodatkowych szczelin po obu stronach i posiadającą zmienione przetłoczenie wokół miejsca na tablicę rejestracyjną. Powiększono bębny hamulcowe, w związku z czym zmniejszono rozstaw śrub i prowadzono nowe obręcze kół jezdnych z ozdobnym czarnym kołpakiem (starsze, wypukłe obręcze, wraz ze starym układem hamulcowym, montowano równolegle do 1983 roku). Pojemność skokową silnika powiększono – poprzez zwiększenie średnicy cylindra z 73,5 do 77 mm – do 652 cm³, podnosząc moc o 1 KM. Zmodernizowany silnik oznaczono jako 126A1, dla odróżnienia od starszej jednostki, noszącej oznaczenie 126A. Ta ostatnia pozostała w produkcji (głównie na niektóre rynki eksportowe) do 1985 roku. Wybrane wersje samochodu otrzymały również zmodernizowany (tzw. wzmocniony) układ hamulcowy z pochodzącymi z Fiata 128 bębnami o średnicy 185,53 mm (starszy typ mechanizmów hamujących, o średnicy bębnów 170,1 mm, stosowano równolegle do 1983 roku) oraz alternator o mocy 500 W zamiast 230-watowej prądnicy prądu stałego.
W maju 1979 roku – na 2 lata przed terminem – FSM zakończyła spłatę zobowiązań licencyjnych wobec Fiata. 8 czerwca tegoż roku POL-MOT i Fiat podpisały zawartą na okres 10 lat umowę o sprzedaży i modernizacji samochodu 126, na mocy której FSM stała się wyłącznym dostawcą modelu dla włoskiego koncernu. Produkcję 126 we Włoszech zakończono w 1980 roku, po wyprodukowaniu 1 352 912 egzemplarzy.
15 października 1981 roku zakład FSM w Tychach wyprodukował milionowego Polskiego Fiata 126p.
Od listopada 1982 roku produkowano zmodyfikowaną wersję silnika 650: wyposażono ją w nowy typ gaźnika (Weber 28IMB10/250), tłumik szmerów ssania i trójkomorowy tłumik wydechu o zmniejszonych oporach przepływu. Ten pierwszy pakiet zmian ograniczał zużycie paliwa o 7%. W czerwcu 1983 roku nastąpiły dalsze udoskonalenia silnika; zastosowano głowicę z nową komorą spalania (stopień sprężania wzrósł do 8:1), nowy wałek rozrządu, lekko zmieniony blok silnika, a także aparat zapłonowy. Zmiany te pozwoliły na zmniejszenie zużycia paliwa o 12% względem pierwotnej wersji. Zmodyfikowany silnik otrzymał oznaczenie 126A1.076/E. Samochody z tą jednostką oznaczono symbolem 650E.
Na rynek polski trafiła też niewielka liczba egzemplarzy wyprodukowanych z przeznaczeniem na rynek chiński, z silnikiem 650 przystosowanym do benzyny o liczbie oktanowej 78, o mocy 21,7 KM (16 kW) przy 4750 obr./min, momencie obrotowym 38 Nm przy 3000 obr./min i stopniu sprężania 7:1, wyposażonym w gaźnik typu 28IMB15/300, oznaczonym jako typ 126A1.072. Prędkość maksymalna spadła do 102 km/h, kontrolne zużycie paliwa na 100 km według PN wyniosło ok. 5,1 l przy prędkości 70 km/h, ok. 6,4 l przy 90 km/h i ok. 8,7 l w ruchu miejskim.

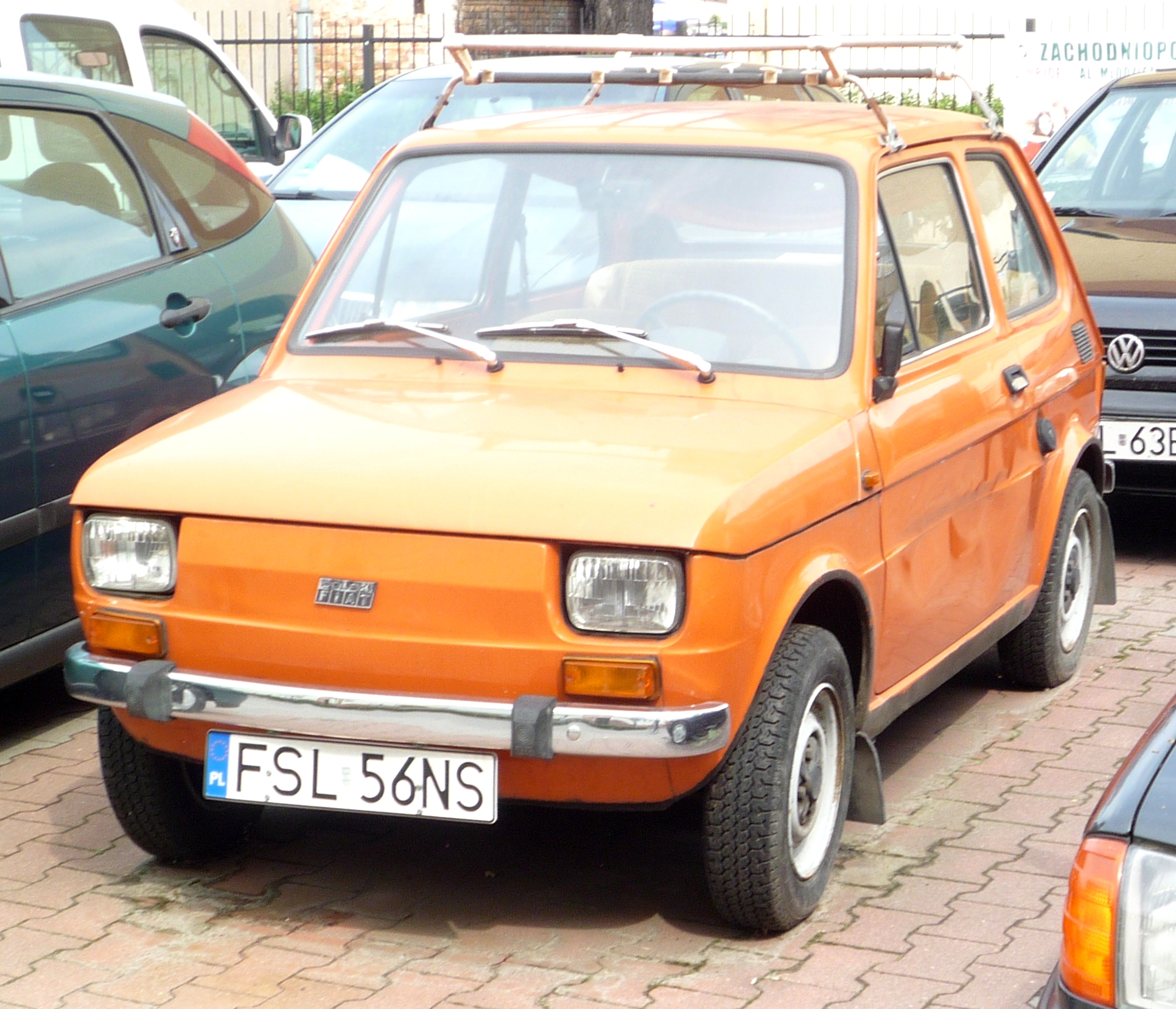
Polski Fiat 126p 650E – przód
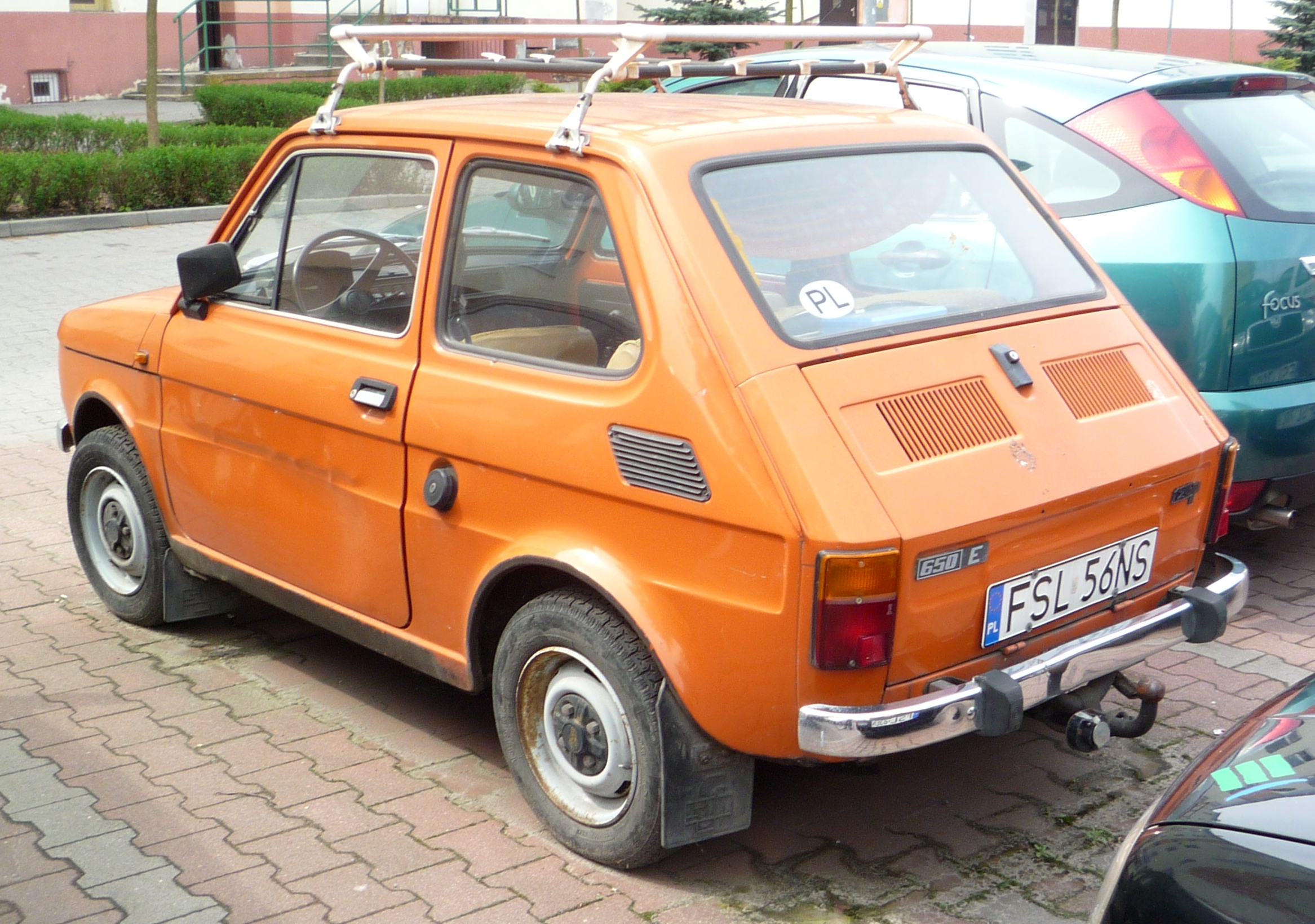
Polski Fiat 126p 650E – tył
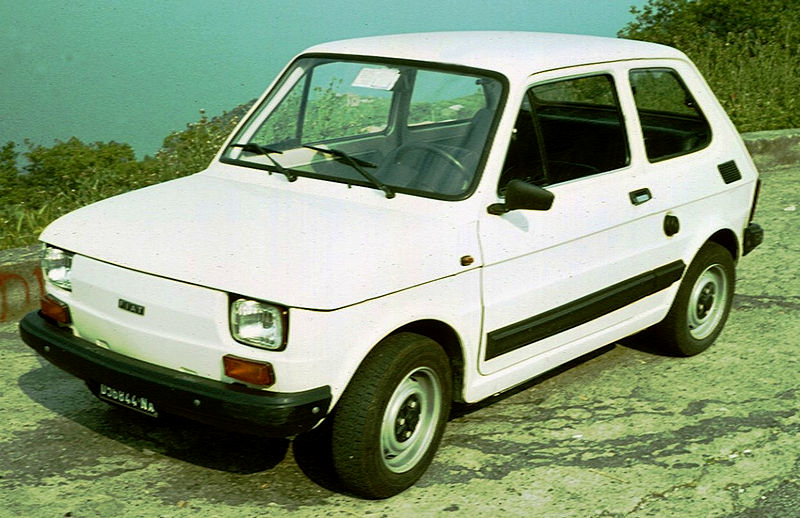
Włoski Fiat 126 wyprodukowany między 1978 a 1980
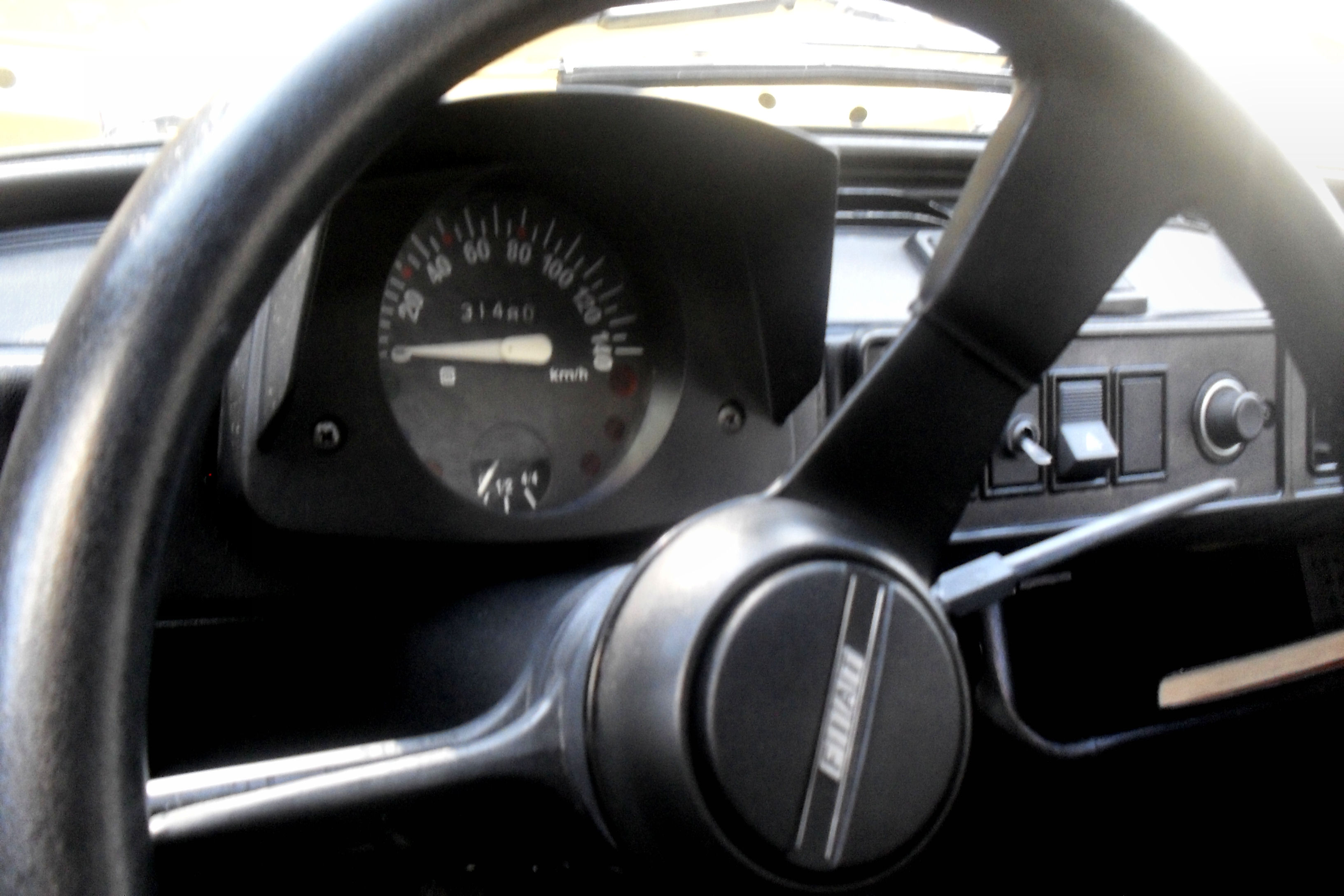
Deska rozdzielcza Polskiego Fiata 126p 650
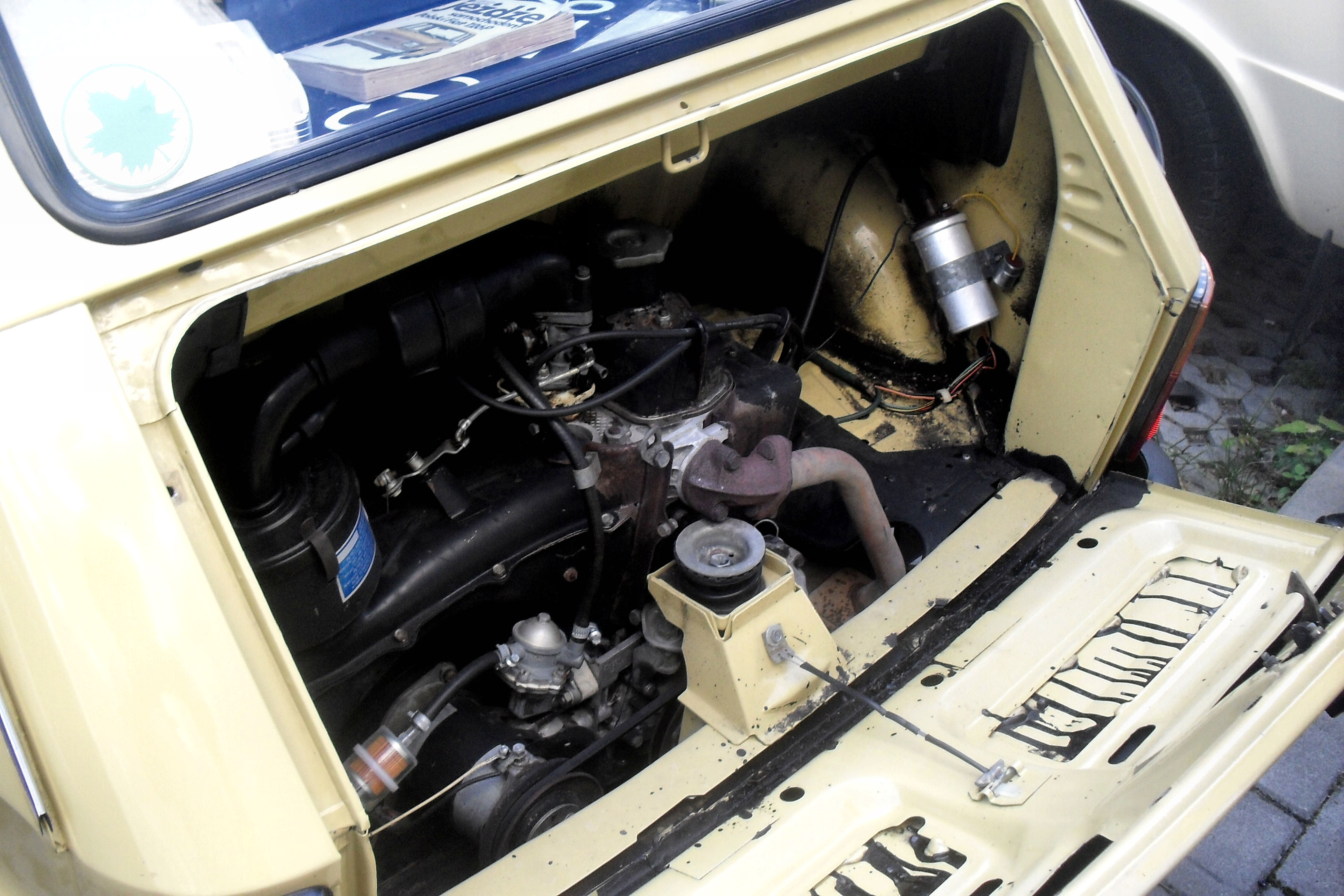
Silnik Polskiego Fiata 126p 650E

#### Wersje wyposażeniowe
Polski Fiat 126p 650 dostępny był w czterech wersjach wyposażenia:
- Standard wyposażony był w zmodernizowaną deskę rozdzielczą z klawiszowymi przełącznikami świateł i miejscem na montaż radioodbiornika, miejsca do montażu bezwładnościowych pasów bezpieczeństwa oraz chlapacze kół przednich;
- Special (S) posiadał wyposażenie wersji Standard i dodatkowo otrzymał zielony pasek w górnej części przedniej szyby, ogrzewanie tylnej szyby, regulowane przednie siedzenia, regulator pracy wycieraczek, blokadę kierownicy oraz tłumik szmerów ssania, w późniejszym czasie wprowadzony do wszystkich wersji samochodu;
- Lux (L) oprócz wyposażenia wersji Special posiadał zmienione obręcze kół, uchylne boczne tylne szyby, nakładki z tworzywa sztucznego na metalowe zderzaki, światła awaryjne, zmodernizowany układ hamulcowy, alternator, sygnalizatory niskiego poziomu płynu hamulcowego i zaciągnięcia hamulca ręcznego, przednie siedzenia o zmienionym kształcie, tapicerkę siedzeń z welutyny (materiału przypominającego welur), bezwładnościowe pasy bezpieczeństwa oraz blokadę otwartej pokrywy bagażnika;
- Komfort (K), najbogatszy wariant, oprócz wyposażenia wersji Lux posiadał wykonane z tworzywa sztucznego zderzaki typu P-4 (które spowodowały wzrost długości nadwozia do 3129 mm), gumowe listwy ochronne po bokach nadwozia, lusterko zewnętrzne kierowcy, tapicerkę z tkaniny igłowej, półkę pod deską rozdzielczą, miękką poliuretanową obręcz kierownicy, kubełkowe siedzenia z przodu z blokadą pochylenia i pasy bezpieczeństwa ze zwijaczem.

W latach 1979–1981 produkowano cztery limitowane edycje Fiata 126: Silver, Black, Red i Brown. Dwie pierwsze powstawały we włoskim Cassino, pozostałe dwie w polskim zakładzie w Tychach. Edycje produkowane w Polsce były przeznaczone na eksport do krajów Europy Zachodniej. Limitowane edycje wyróżniały się kwadratowymi kloszami tylnych lamp. Posiadały odporniejszą na korozję karoserię oraz lepiej wyciszone wnętrze. Otrzymały szereg usprawnień mechanicznych, m.in. zmodyfikowany (tzw. kwadratowa głowica) silnik zapewniający lepszą dynamikę samochodu, zmodernizowany układ hamulcowy i alternator. Ich wyposażenie obejmowało m.in. barwione szyby zapobiegające nadmiernemu nagrzewaniu się wnętrza, uchylne boczne tylne szyby, regulowane zagłówki i bezwładnościowe pasy bezpieczeństwa. Edycje te nie były oficjalnie dostępne w Polsce.
Opis poszczególnych edycji limitowanych Fiata 126:
- Silver (1979–1980) miał barwę szarą z poprowadzonym na wysokości kierunkowskazów przez całą karoserię kolorowym paskiem. Posiadał czarne zderzaki i listwy boczne. Na błotnikach widniał napis „Silver”. Siedzenia były wykonane z naturalnej skóry, a przez ich środek poprowadzony był szeroki kolorowy pas z materiału. Podsufitka miała kolor szary. Szyby miały barwę zieloną;
- Black (1979–1980) był barwy czarnej, ze srebrnym paskiem dookoła karoserii. Zderzaki i listwy były w kolorze szarym. Na błotnikach umieszczono napis „Black”. Siedzenia były wykonane z materiału w szkocką kratkę. Podsufitka była barwy czarnej. Tak jak w wersji „Silver”, szyby były zielone;
- Red (1979–1981) był bordowy z podwójnym szarym paskiem wokół karoserii. Błotniki nosiły napis „Red”. Zderzaki i listwy były barwy bladoniebieskiej. Wersja ta posiadała bordową tapicerkę, siedzenia z czerwonym paskiem ze skaju oraz niebieskie szyby;
- Brown (1979–1981) polakierowany został na kolor czekolady mlecznej, a karoseria opasana była podwójnym srebrnym paskiem. Posiadał beżowe zderzaki i listwy oraz napis „Brown” na błotnikach. Tapicerka była barwy beżowej, a siedzenia nosiły brązowy skajowy pasek. Szyby barwione były na kolor brązowy. Brown wyposażony był w alternator Magneti Marelli. Z tyłu zamontowano światła cofania.

W latach 1978–1993 produkowano wersję Polskiego Fiata 126p 650 przeznaczoną dla osób niepełnosprawnych, 650I (Inwalidzki). Wyposażono ją m.in. w wielofunkcyjne urządzenie do ręcznego sterowania samochodem, uchwyt nad drzwiami kierowcy, pas do mocowania wózka inwalidzkiego, elektryczny spryskiwacz przedniej szyby oraz ogrzewanie tylnej szyby.

### FL (1984–1994)

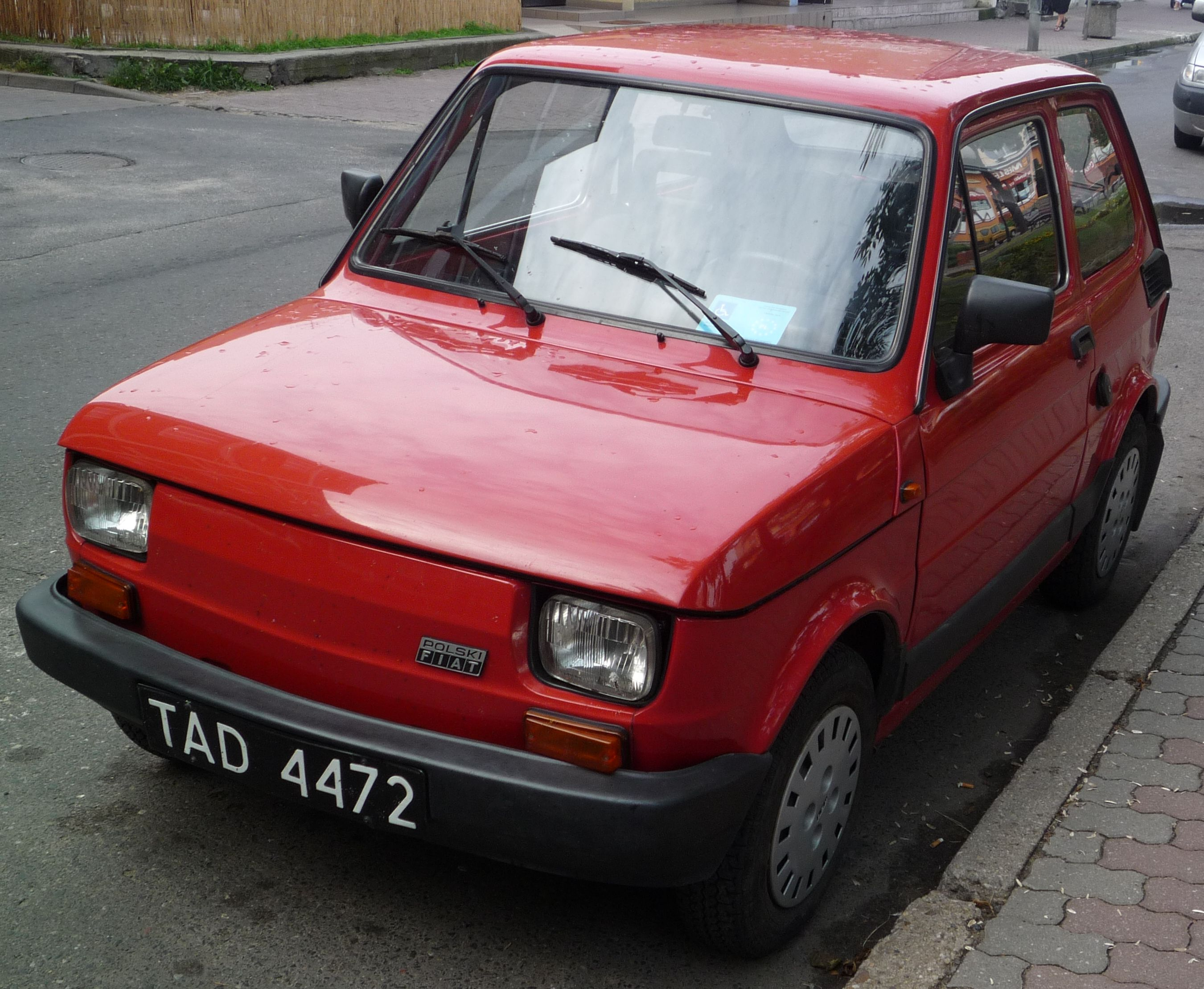
Polski Fiat 126p FL – przód

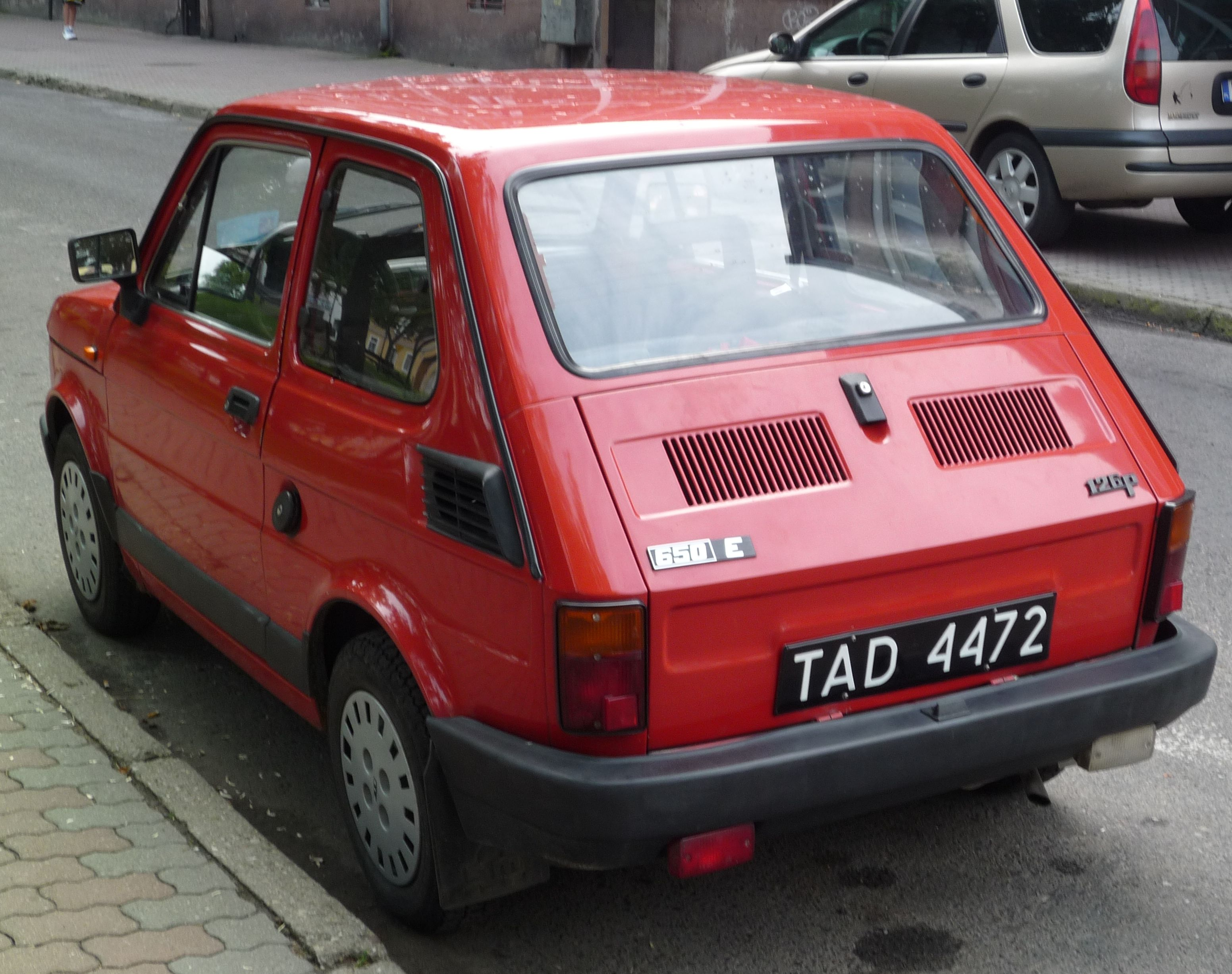
Polski Fiat 126p FL – tył

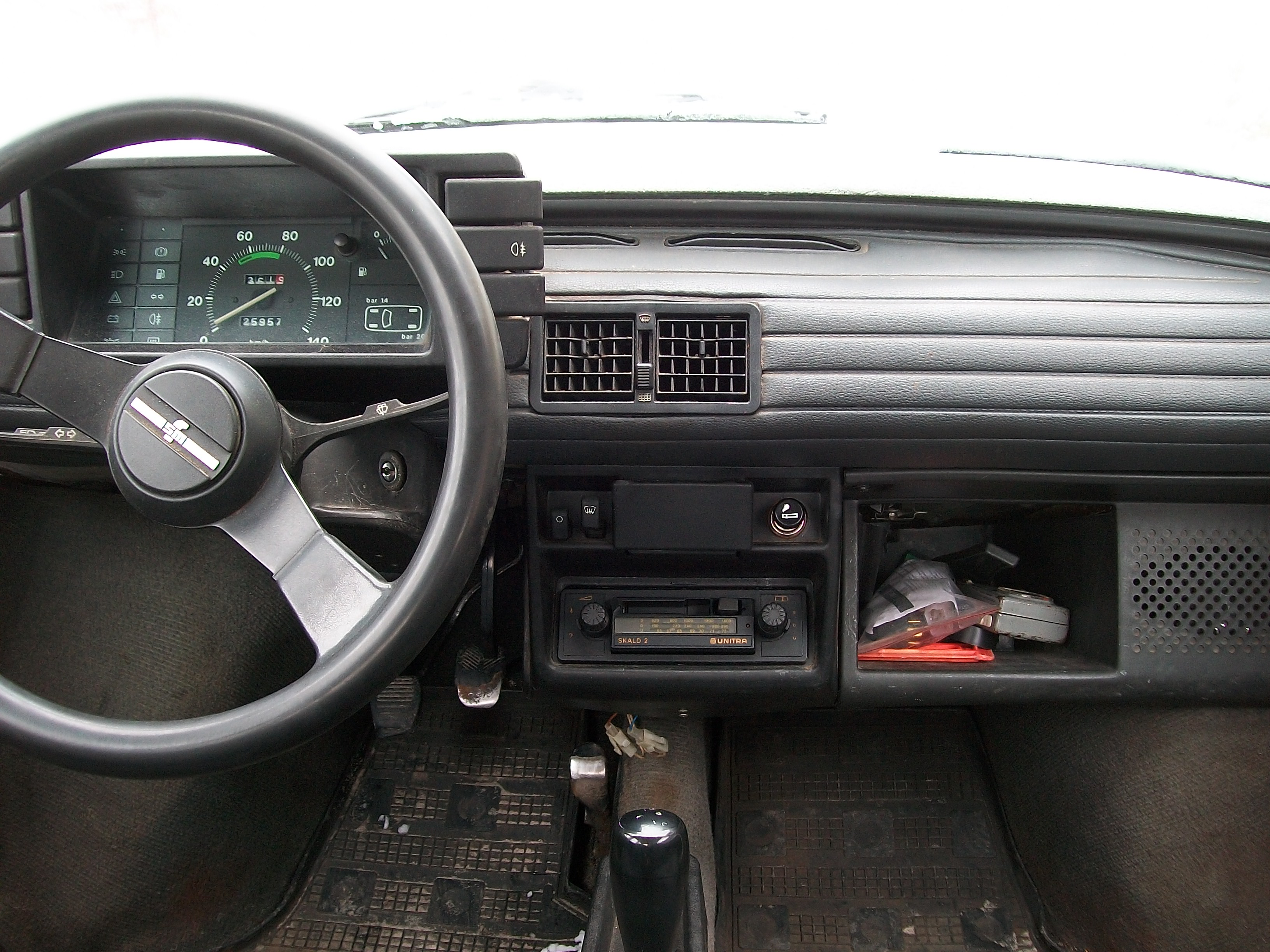
Deska rozdzielcza Polskiego Fiata 126p FL

Na podstawie zawartego w 1983 roku aneksu do umowy licencyjnej, FSM we współpracy z Fiatem przeprowadziła modernizację Polskiego Fiata 126p. Zmiany spowodowane były spadkiem zainteresowania samochodem na zachodnich rynkach i koniecznością dostosowania produktu do wprowadzonych w Europie Zachodniej nowych norm homologacyjnych (m.in. eliminacja ostrych krawędzi).
Zmodernizowany samochód, oznaczony symbolem FL (skrót od angielskich słów face lifting – „operacja plastyczna”), wszedł do produkcji w grudniu 1984 roku. Pojazd otrzymał nowe zderzaki z tworzywa sztucznego, lepiej dopasowane do kształtu nadwozia; w tylnym zderzaku mocowano światła cofania i przeciwmgielne. Zmieniono kształt listew ozdobnych i umieszczono je niżej, przy dolnych krawędziach. Rynienki osłonięto nakładkami. Wprowadzono zaokrąglone, składane lusterko zewnętrzne. Samochód otrzymał nową deskę rozdzielczą z kontrolkami i umieszczonymi po obu stronach zestawu wskaźników przełącznikami klawiszowymi, których obsługa nie wymagała odrywania rąk od kierownicy. W centralnej części deski rozdzielczej umieszczono konsolę środkową z miejscem na radio, zapalniczkę i popielniczkę. Po stronie pasażera umieszczono półkę na drobiazgi i miejsce do zamontowania głośnika. Umożliwiono składanie oparcia tylnej kanapy. Zmieniono wystrój tapicerski wnętrza oraz kształt klamek wewnętrznych i korbek szyb. Zmodernizowano układ zapłonowy, wprowadzając dwubiegunową cewkę, co pozwoliło wyeliminować rozdzielacz zapłonu. Rozrusznik mechaniczny uruchamiany dźwignią zastąpiono elektrycznym, uruchamianym kluczem. Do około 1988 roku – ze względu na konieczność upłynnienia zapasów magazynowych – obok wersji FL produkowano samochody przejściowe, z elementami starszych generacji modelu (m.in. zderzakami metalowymi – wycofanymi w 1985 roku – i P-4, starą tablicą rozdzielczą, prądnicą i starszym typem rozrusznika).
30 maja 1987 roku zakład w Bielsku-Białej wyprodukował 2-milionowego Polskiego Fiata 126p.
W 1988 roku wprowadzono w tylnych błotnikach większe kratki wentylacyjne, ujednolicone z wprowadzonym do produkcji rok wcześniej modelem BIS.
W 1990 roku w samochodzie wprowadzono kilka zmian, głównie w silniku. Zastosowano nowy gaźnik (FOS 28S1A1) ze zwiększoną średnicą osi przepustnicy, nowy zaworek iglicowy o zwiększonej trwałości oraz zawór elektromagnetyczny dyszy wolnych obrotów, zapobiegający samozapłonom po wyłączeniu nagrzanego silnika; wprowadzono też zmiany w oblachowaniu silnika, zmodyfikowano instalację elektryczną oraz zmieniono zwrotnice kół przednich. Od lipca 1992 roku wszystkie silniki zostały przystosowane do korzystania na stałe z benzyny bezołowiowej LO95 (co wcześniej było możliwe w egzemplarzach samochodu przeznaczonych na eksport do Australii, począwszy od sierpnia 1988 roku). Jednostka napędowa z tymi modyfikacjami oznaczona była jako typ 126A1.076/8. 
Polski Fiat 126p FL mógł zostać opcjonalnie wyposażony m.in. w klejoną przednią szybę, ogrzewanie tylnej szyby, bezwładnościowe pasy bezpieczeństwa, elektrowentylator, jednobiegunowe gniazdko elektryczne, rozkładane przednie fotele, zagłówki z przodu, tapicerkę miejsc siedzących z tkaniny, siedzenia firmy Inter Groclin, prawe lusterko zewnętrzne, uchylne boczne tylne szyby oraz zębatkową przekładnię kierowniczą (stan na październik 1992 roku). 
Od 1991 roku współpracujący z FSM Ośrodek Badawczo-Rozwojowy Samochodów Małolitrażowych w Bielsku-Białej oferował modyfikację silnika 650E, zestaw Z-1/30. Zestaw ten składał się ze zmodyfikowanej głowicy, zmienionych rozrządu i dyszy paliwa oraz kompletu uszczelek i pierścieni uszczelniających. Zestaw Z-1/30 zwiększał moc silnika do 30 KM (22 kW) przy 5500 obr./min, co przełożyło się na poprawę dynamiki samochodu, m.in. wzrost prędkości maksymalnej do 120 km/h. Był montowany opcjonalnie w produkowanej od 1991 wersji samochodu z nadwoziem kabriolet.
28 maja 1992 roku władze polskie podpisały z Fiatem umowę o sprzedaży FSM i powołaniu spółki Fiat Auto Poland, w której włoski koncern przejął 90% akcji. Fiat stał się właścicielem fabryki 16 października tego samego roku.
20 lipca 1993 roku wyprodukowany został 3-milionowy Polski Fiat 126p (Fiat 126).
W 1993 roku cena nowego egzemplarza samochodu wahała się w przedziale 61 – 69 mln zł, przy czym średnie miesięczne wynagrodzenie wynosiło wówczas niespełna 4 mln zł.

### EL/ELX (1994–2000)
W czerwcu 1991 roku FSM rozpoczęła w zakładzie w Tychach produkcję samochodu Fiat Cinquecento, przewidzianego na następcę modelu 126. Produkcję tego ostatniego pozostawiono wyłącznie w zakładzie w Bielsku-Białej. Jej zakończenie – z uwagi na utrzymujący się popyt – ciągle jednak odkładano, decydując się na modernizację 126 z wykorzystaniem elementów Cinquecento.
Produkcja zmodernizowanej wersji Fiata 126 (zrezygnowano z marki Polski Fiat i oznaczenia „p”) ruszyła 5 września 1994 roku, a dziesięć dni później samochód zaprezentowano w warszawskich Łazienkach. Zmiany objęły nadwozie, wnętrze i układ zapłonowy silnika. Zmieniono oblachowanie karoserii, likwidując przetłoczenia po bokach nadwozia oraz wprowadzono węższe listwy ochronne, nowe kratki wentylacyjne, jednoczęściowe szyby w drzwiach i pochodzące z Cinquecento lusterka z możliwością regulacji z wnętrza, poprawiono też oświetlenie zewnętrzne poprzez zastosowanie żarówek halogenowych typu H4. Ze względu na nowe wymogi ochrony środowiska, w 126 zastosowano przejęte z Cinquecento lakiery wodorozcieńczalne, które zwiększyły podatność nadwozia na korozję (karoseria 126, w przeciwieństwie do Cinquecento, nie była ocynkowana). We wnętrzu zmieniono wskaźniki i wykładzinę tablicy przyrządów oraz zastosowano dźwignię skrzyni biegów i obręcz kierownicy z Cinquecento, wreszcie czarny kolor elementów wykończenia zastąpiono antracytowym. W samochodzie zastosowano elektroniczny układ zapłonowy Nanoplex, pochodzący z Cinquecento 700. Według producenta średnie zużycie paliwa spadło dzięki temu o 0,5 l na 100 km. Zmodernizowany samochód otrzymał oznaczenie 126 EL (skrót od „elektroniczny”, ze względu na zastosowany rodzaj zapłonu), potocznie określany był mianem „Elegant”. Wersja ze wzbogaconym wyposażeniem otrzymała dodatkowe oznaczenie SX; wyposażenie dodatkowe pojazdu obejmowało m.in. chlapacze kół, ozdobne nakładki na koła, prawe lusterko zewnętrzne, ogrzewaną tylną szybę, uchylne boczne tylne szyby, wentylator, bezwładnościowe pasy bezpieczeństwa oraz rozkładane siedzenia. Silnik modelu el oznaczony był jako typ 126A1.076/9.
Kolejne modyfikacje miały miejsce w grudniu 1996 roku, w związku z zaostrzeniem norm emisji spalin. W nowym modelu, oznaczonym 126 ELX, wprowadzono katalizator o rdzeniu metalowym, nowy gaźnik (FOS 28S1A1/300), mechanizmy odcinania dopływu paliwa w razie wypadku i przy hamowaniu silnikiem oraz kontrolkę włączonego ssania (model ELX nie posiadał sondy lambda). Tak zmodyfikowany samochód spełniał normę Euro 1. Motor modelu ELX nosił oznaczenie 126A1.076/K. W styczniu 1997 roku wprowadzono nazwę Maluch jako oficjalną nazwę modelu. Ostatnia zmiana nastąpiła jesienią 1998 roku, wprowadzono wówczas zagłówki dla pasażerów tylnej kanapy (Maluch Town).
W 1996 roku cena Fiata 126 wynosiła 11 920 zł za wersję podstawową oraz 13 070 zł za wersję SX i był on najtańszym nowym samochodem dostępnym na polskim rynku. W tymże roku był to także najlepiej sprzedający się samochód w Polsce, sprzedano wówczas 55 tys. egzemplarzy. W kolejnych latach sprzedano: 1997 – 48 437 (3. miejsce), 1998 – 36 230 (3. miejsce), 1999 – 30 609 (5. miejsce), 2000 – 13 534 egzemplarzy (9. miejsce).
Z powodu zużycia sprzętu do produkcji nadwozi (zakup nowych urządzeń, przy malejącym zainteresowaniu samochodem, okazał się nieopłacalny) produkcję Malucha zakończono 22 września 2000 roku – dwa lata po Cinquecento. Zwieńczeniem historii modelu była limitowana seria Happy End, licząca 1000 egzemplarzy – po 500 w kolorze czerwonym i żółtym – sygnowanych kolejnymi numerami. Ostatni egzemplarz, w kolorze żółtym, trafił do Muzeum Motoryzacji Wena w Oławie.  W Muzeum Inżynierii Miejskiej w Krakowie znajduje się nieużywany egzemplarz Happy End barwy żółtej, o numerze 0979. Ogółem wyprodukowano 4 671 586 Fiatów 126, z czego w Polsce 3 318 674 (1 152 325 w zakładzie w Bielsku-Białej, 2 166 349 w Tychach).

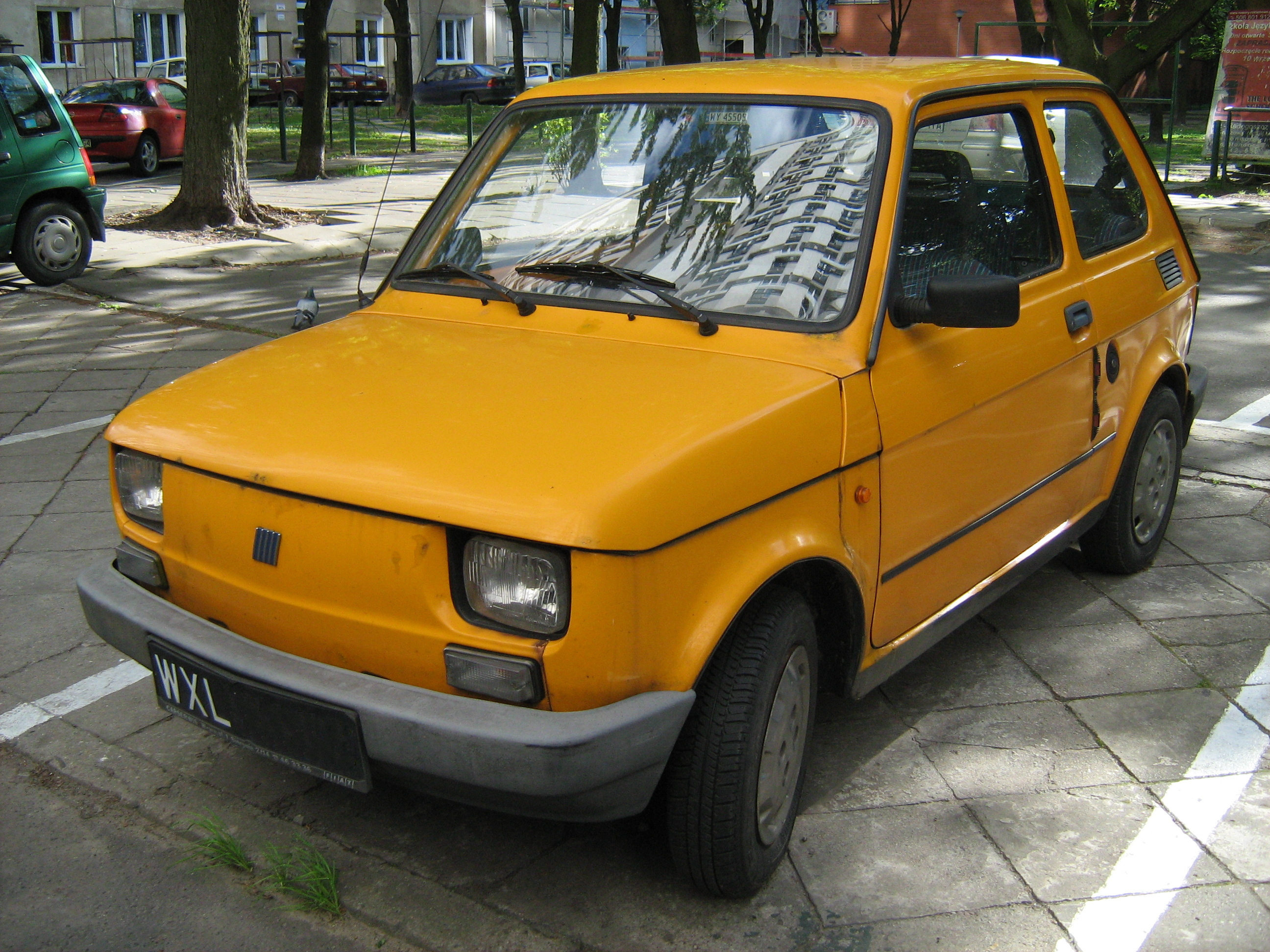
Fiat 126 el
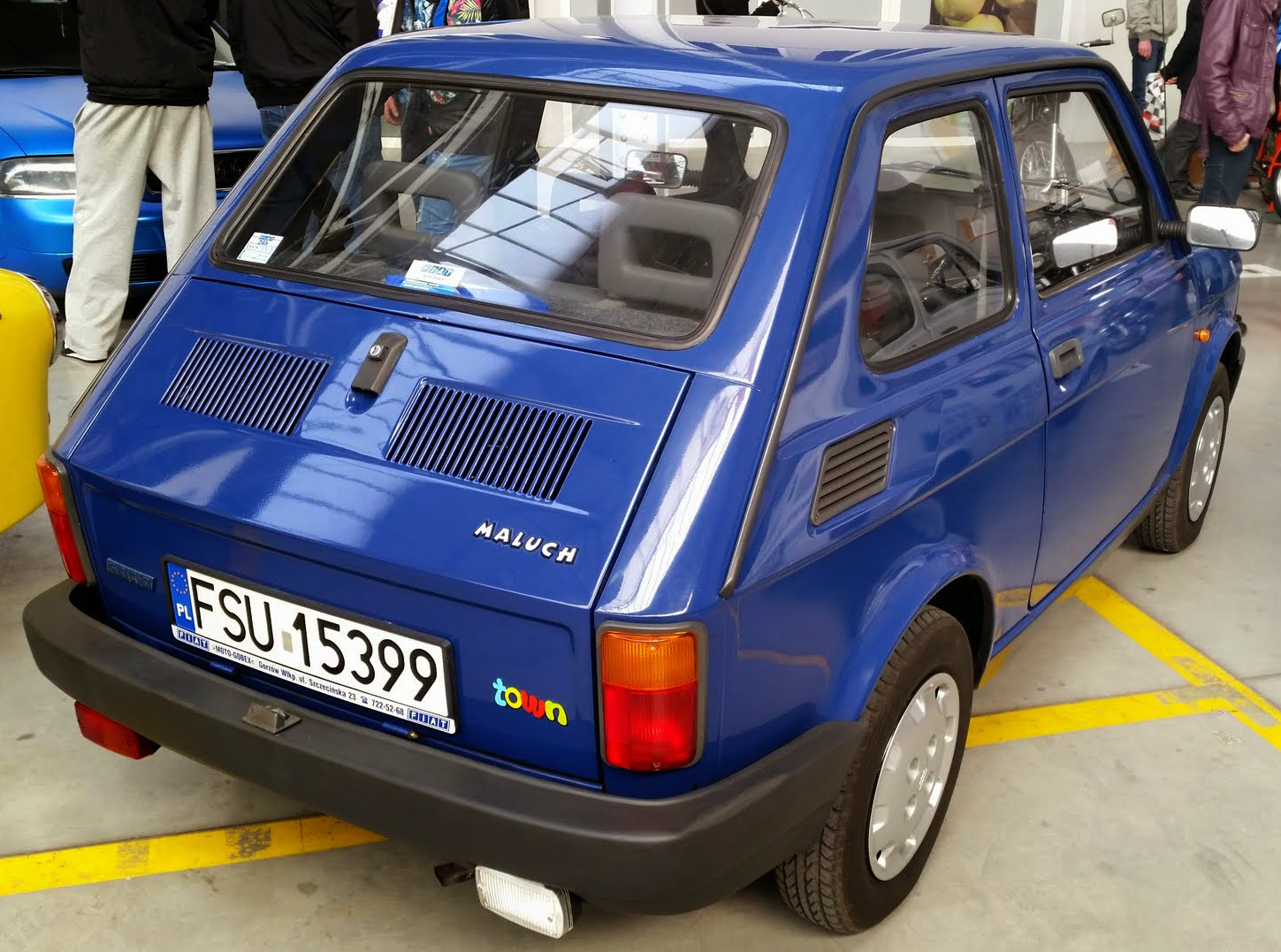
Fiat Maluch Town – tył
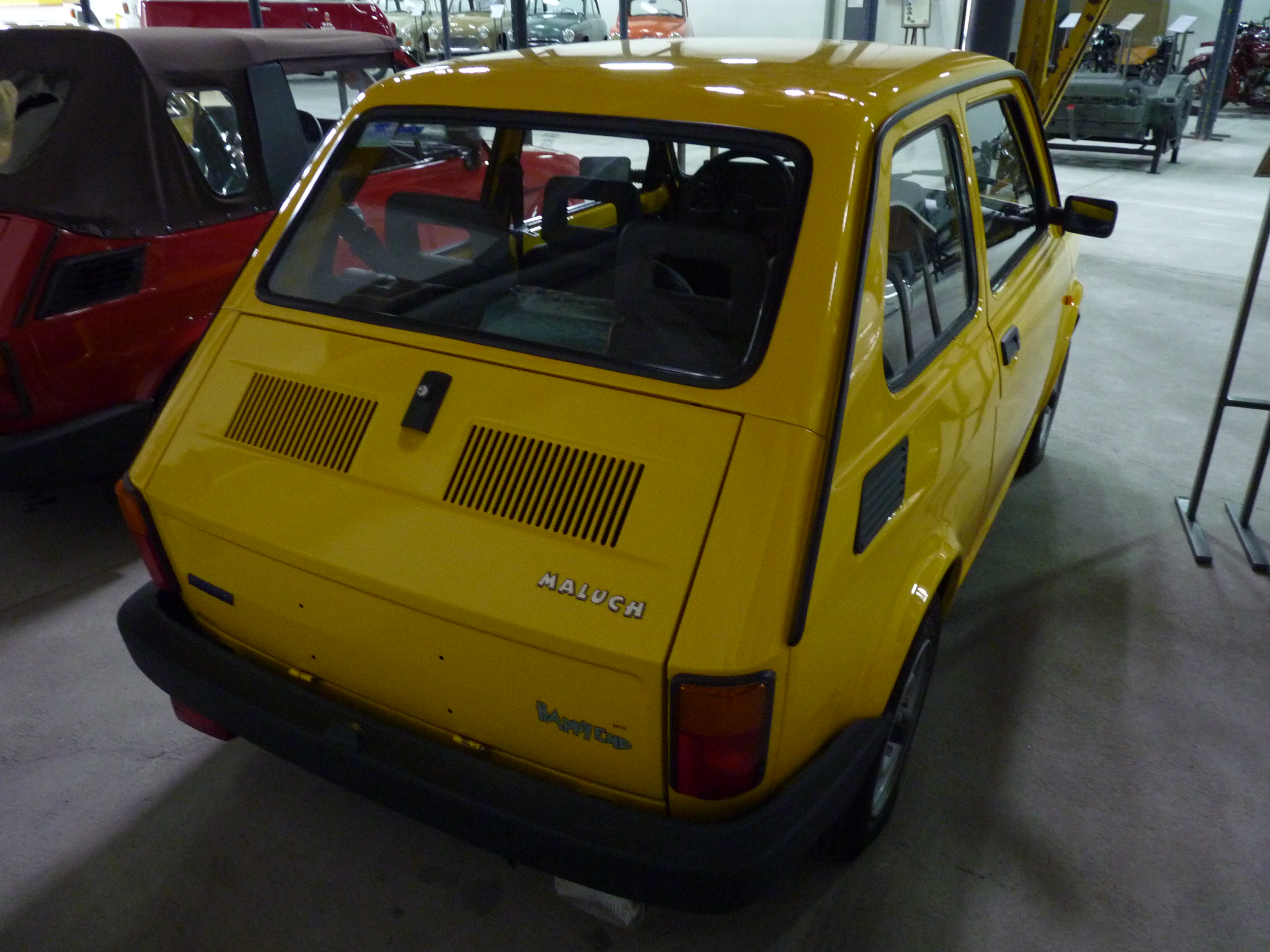
Fiat Maluch Happy End w Muzeum Inżynierii Miejskiej w Krakowie
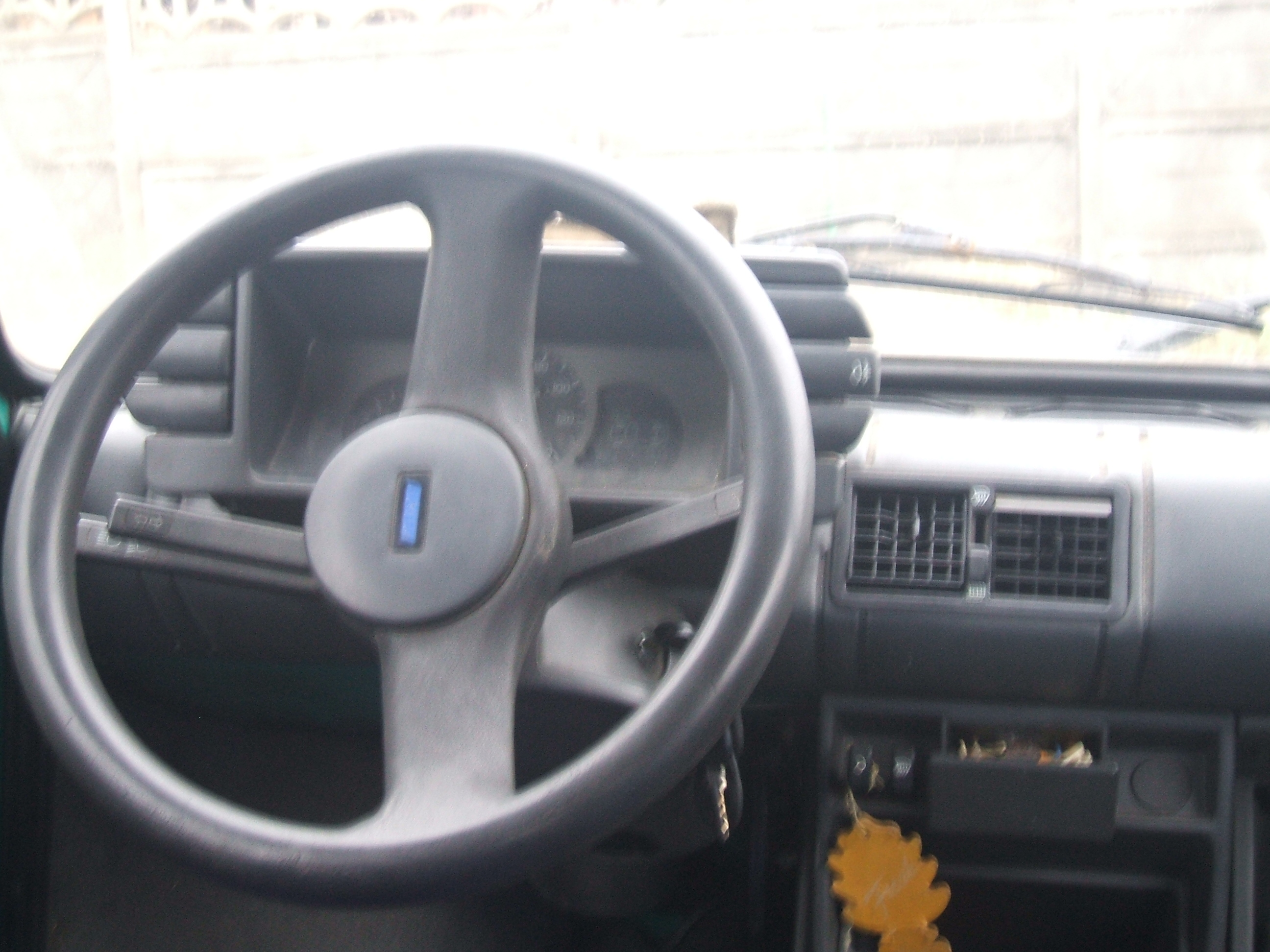
Deska rozdzielcza Fiata 126 el/elx

## Modele pochodne

### Steyr-Fiat 126
W latach 1973–1975 austriacka firma Steyr-Daimler-Puch produkowała w Grazu własną wersję Fiata 126, zwaną Steyr-Fiat 126. Z Włoch nadchodziły kompletne nadwozia z zamontowanymi układami jezdnym i sterowania. W Austrii samochody lakierowano, zakładano opony oraz montowano własny, dwucylindrowy silnik w układzie przeciwsobnym (bokser), o parametrach i osiągach lepszych niż Fiat 126 600. Samochód oprócz tego wyposażono w niezależne ogrzewanie benzynowe typu BL 2 Z (webasto). Powstało 2069 egzemplarzy modelu Steyr-Fiat 126.
Dane techniczne modelu Steyr-Fiat 126:
- Silnik dwucylindrowy, w układzie przeciwsobnym, chłodzony powietrzem; pojemność skokowa 643 cm³; średnica × skok tłoka cylindra 80 × 64 mm; moc maksymalna 25 KM przy 4800 obr./min; maksymalny moment obrotowy 41,2 Nm przy 3000 obr./min; stopień sprężania 7,8:1; gaźnik Weber 32ICS
- Masa własna: 615 kg
- Ładowność: 285 kg
- Przyspieszenie 0 – 100 km/h: 37 s
- Prędkość maksymalna: 110 – 115,7 km/h
- Średnie zużycie paliwa: 7 – 7,3 l/100 km

### Polski Fiat 126 BIS
W 1985 roku przystąpiono do prac konstrukcyjnych nad głęboką modernizacją Polskiego Fiata 126p (robocza nazwa „Restyling”). Założono zastosowanie silnika chłodzonego cieczą, zwiększenie przestrzeni ładunkowej oraz zastosowanie nadwozia trzydrzwiowego. Samochód miał być przeznaczony przede wszystkim na eksport. Produkcja Fiata 126 BIS rozpoczęła się 23 kwietnia 1987 roku. Został on zaprezentowany we wrześniu 1987 roku na salonie samochodowym we Frankfurcie. Równolegle do BIS-a produkowano wersję dwudrzwiową. 
W samochodzie wprowadzono ponad 800 zmian, objęto nimi niemal wszystkie podzespoły, a ich opracowanie było w dużej mierze dziełem Polaków. Samochód dzięki dodaniu trzecich drzwi charakteryzował się nadwoziem typu hatchback. W trzecich drzwiach montowano większą szybę, poprawiając widoczność do tyłu. Pojemność tylnego bagażnika wynosiła 110 dm³, po zdemontowaniu tylnej półki i złożeniu oparcia kanapy wzrastała do 480 dm³. W połączeniu z pojemnością bagażnika przedniego wynoszącą 55 dm³ dawało to przestrzeń bagażową równą 535 dm³. Istotnych zmian dokonano w silniku, m.in. zmieniono rodzaj chłodzenia na układ z cieczą chłodzącą i umieszczono go w pozycji leżącej. Jednostka napędowa miała tendencję do przegrzewania się. Pod przednią maską zamontowano nagrzewnicę włączoną w obieg cieczy chłodzącej. Kadłub silnika, głowica oraz miska olejowa zostały wykonane ze stopów metali lekkich. Zmieniono sprzęgło, zwiększając jego średnicę i powierzchnię cierną oraz wprowadzając do tarczy sprzęgła tłumik drgań skrętnych. Przełożenie przekładni głównej zmniejszono na 4,333. W samochodzie montowano większe, 13-calowe koła jezdne z oponami bezdętkowymi o wymiarach 135/70 SR 13 oraz zębatkową przekładnię kierowniczą z samoczynną regulacją luzu międzyzębnego. BIS nie był przystosowany konstrukcyjnie do ciągnięcia przyczep.
Polski Fiat 126 BIS produkowany był przez zakład FSM w Tychach do czasu uruchomienia w 1991 roku produkcji modelu Cinquecento. W podstawowym modelu okresowo stosowano niektóre elementy modelu BIS, m.in. przekładnię zębatkową i większe koła. Na bazie silnika modelu BIS opracowano jednostkę napędową dla Cinquecento 700.
Wyprodukowano 190 361 Polskich Fiatów 126 BIS (w kolejnych latach: 1987 – 24 198, 1988 – 60 416, 1989 – 58 157, 1990 – 35 605, 1991 – 11 985).
Dane techniczne modelu Polski Fiat 126 BIS:
- Długość/szerokość/wysokość: 3107/1377/1343 mm[131]
- Masa własna: 645 kg[131]
- Ładowność: 345 kg[132]
- Dopuszczalna masa całkowita: 990 kg[131]
- Silnik:
  - Typ: 126A2[133]
  - Liczba i układ cylindrów: 2, w układzie rzędowym[131]
  - Pojemność skokowa: 703 cm³[131]
  - Średnica × skok tłoka cylindra: 80 × 70 mm[131]
  - Moc maksymalna: 25,2 KM (18,5 kW) przy 4500 – 4600 obr./min[131][74][134]
  - Maksymalny moment obrotowy: 47 Nm przy 2000 – 2500 obr./min[131][129][74]
  - Stopień sprężania: 8,6:1[131]
  - Układ zasilania: gaźnik Weber 30DGF3/150 (typ silnika 126A2.000) lub Jikov 30SPDR albo FOS 30S2HR (typ silnika 126A2.076)[131]
- Przyspieszenie 0 – 100 km/h: 33 s[135]
- Prędkość maksymalna: 110 km/h[135]
- Zużycie paliwa (l/100 km):
  - kontrolne: ok. 4 przy prędkości 70 km/h, ok. 4,5 przy prędkości 90 km/h, ok. 6,5 w teście miejskim według ECE[136]
  - eksploatacyjne: ok. 5 przy jeździe ekonomicznej[137]

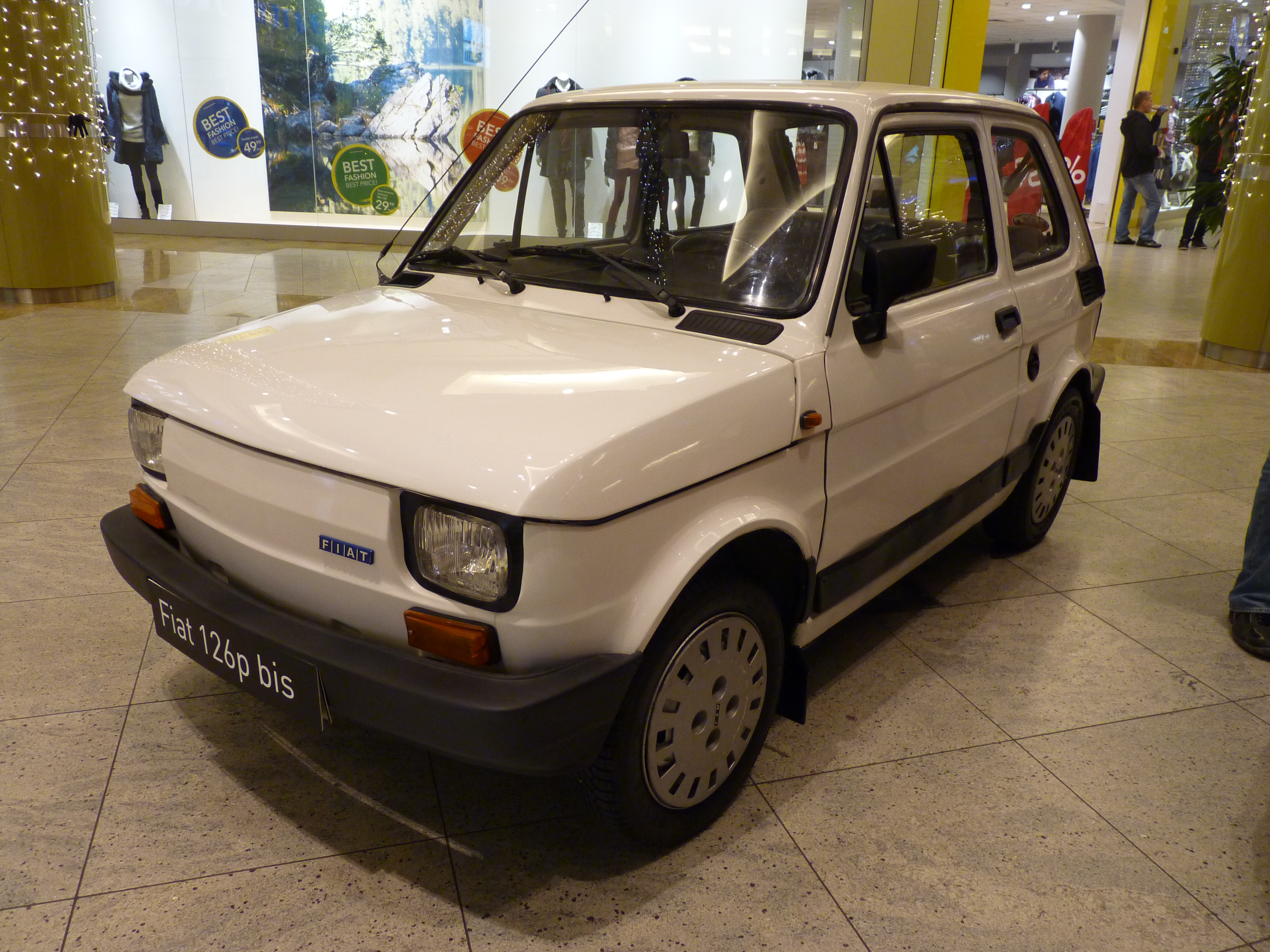
Fiat 126 BIS – przód
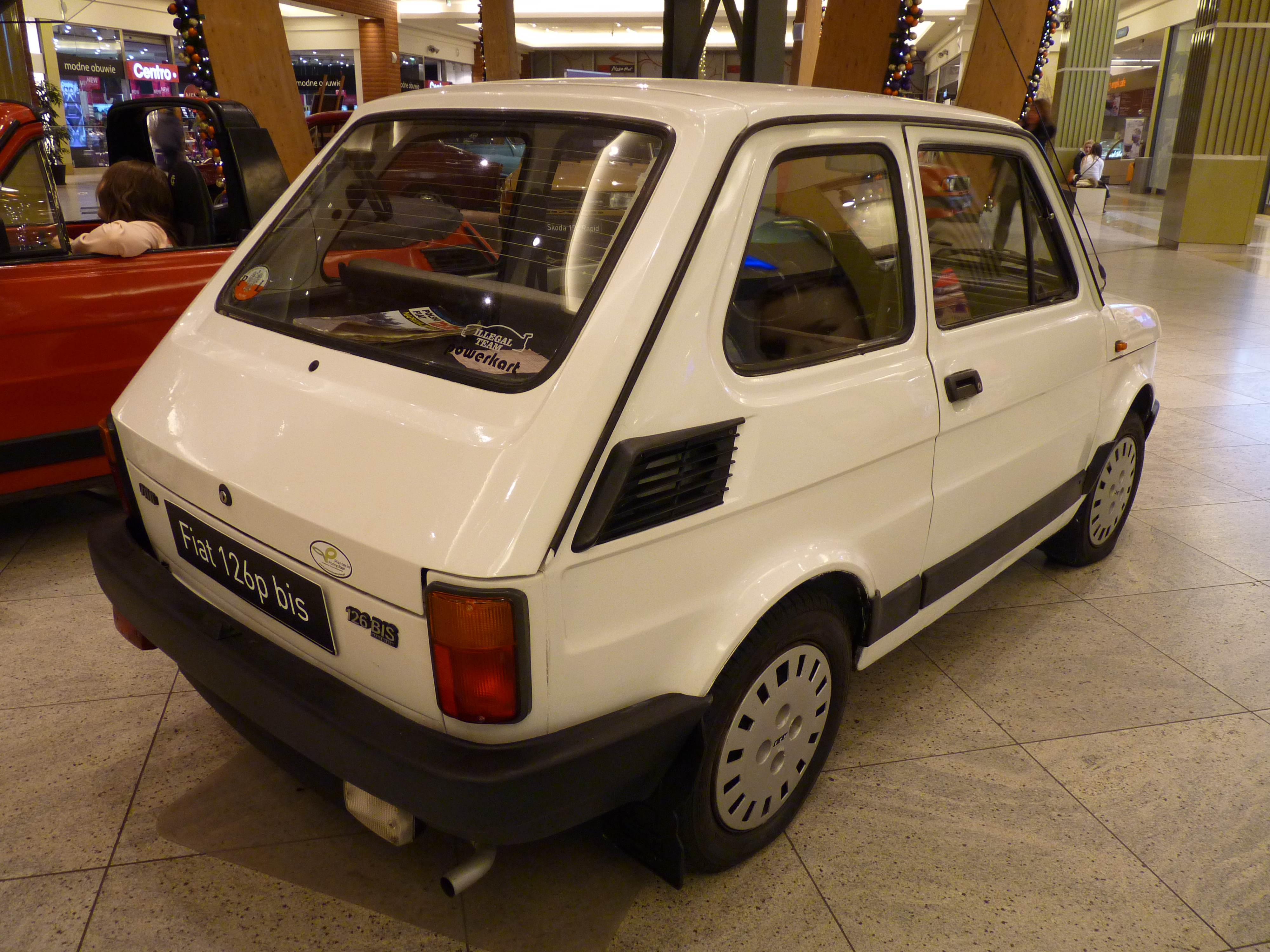
Fiat 126 BIS – tył
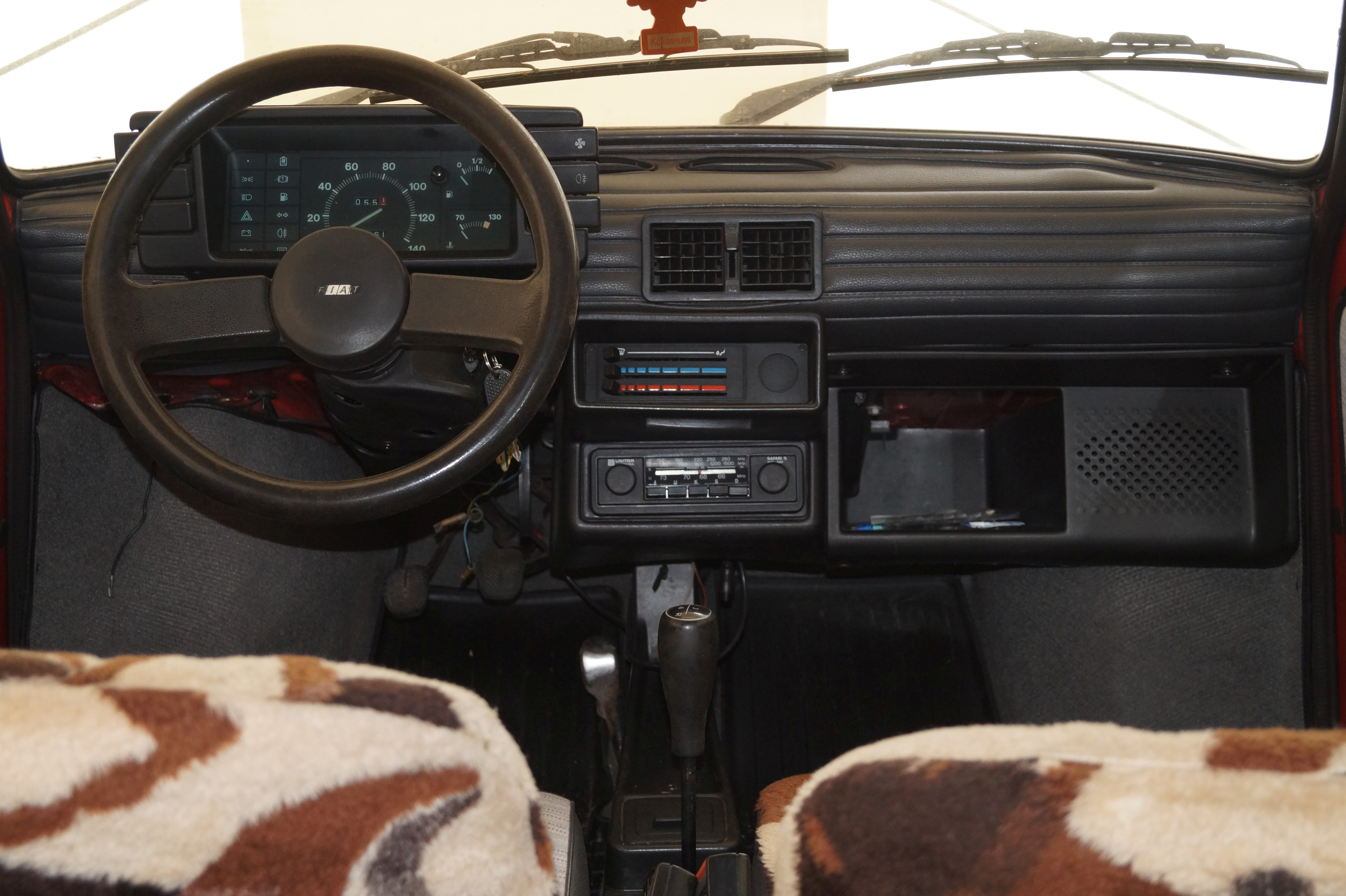
Deska rozdzielcza Fiata 126 BIS
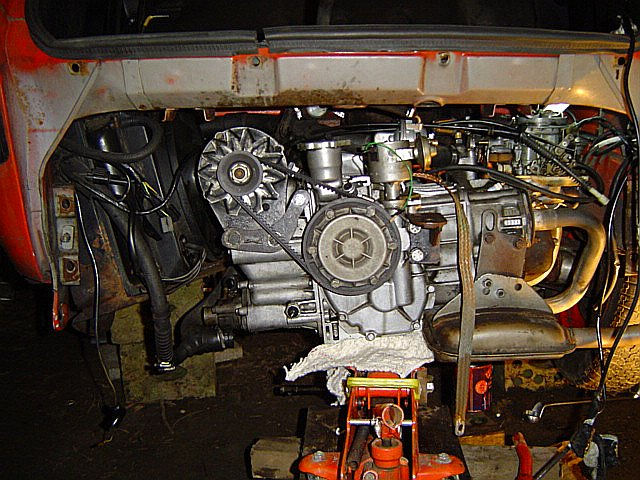
Silnik Fiata 126 BIS
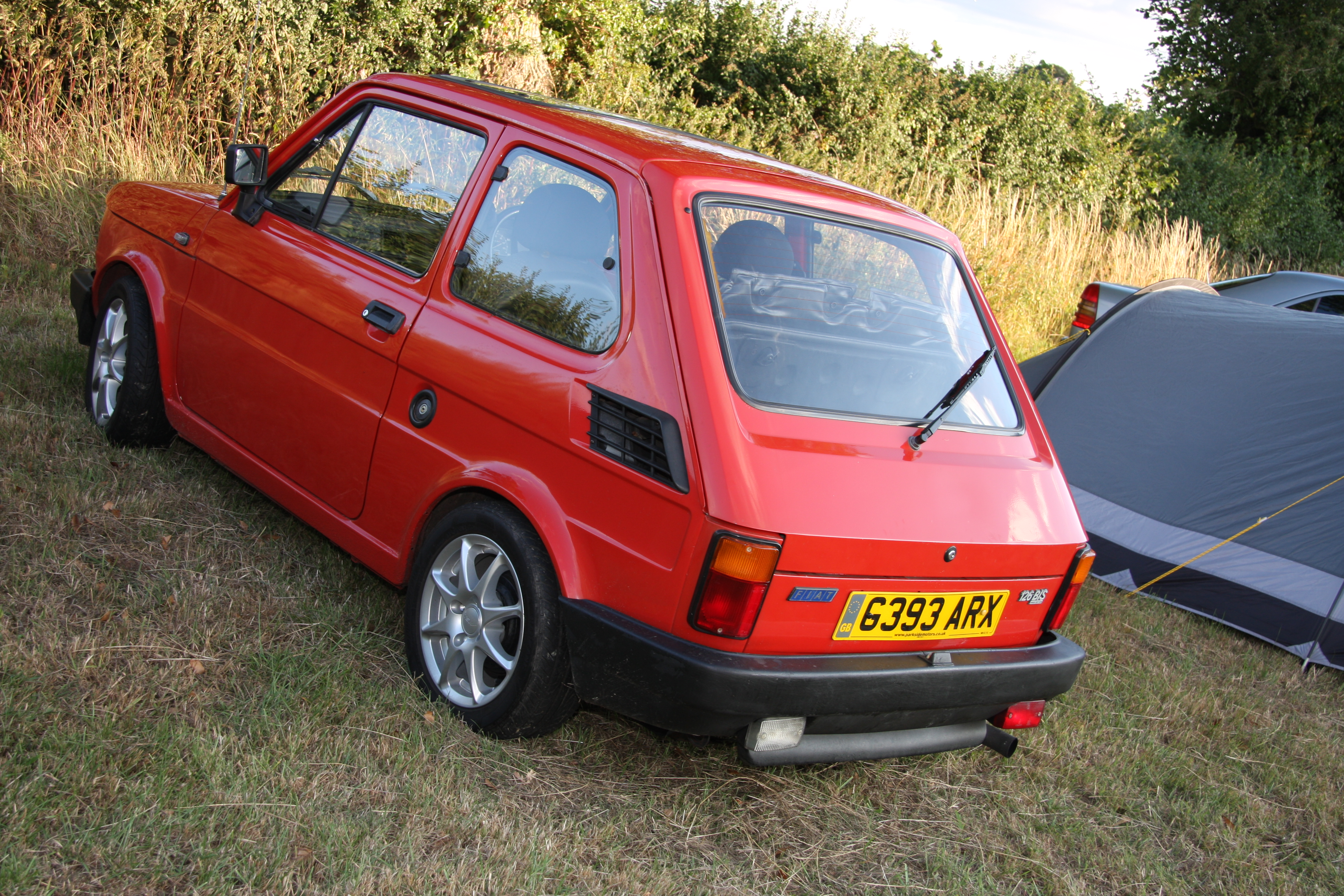
Fiat 126 BIS w Wielkiej Brytanii

### Polski Fiat/BOSMAL 126p Cabrio
W styczniu 1990 roku w OBR SM rozpoczęto prace konstrukcyjne nad kabrioletem opartym na Polskim Fiacie 126p FL. W tym samym roku prototyp o nazwie Tropic zaprezentowano na wystawie Autosalon w Katowicach. Seryjną produkcję rozpoczęto w czerwcu 1991 roku, trwała ona do 1995 roku. Samochód początkowo nosił nazwę Polski Fiat 126p Cabrio, a po przejęciu FSM przez Fiata i wyodrębnieniu OBR SM jako BOSMAL zmieniono ją na BOSMAL 126p Cabrio. Auto otrzymało certyfikat TÜV, pozwalający na eksport do Europy Zachodniej.
Pojazd wyposażony był w miękki składany dach, wykonany z elastycznej, a zarazem odpornej na rozciąganie tkaniny. W dachu tym umieszczono trzy okna z folii. Konstrukcję usztywniono przez wzmocnienie płyty podłogowej, słupków przednich i progów oraz dodanie usztywniającego pałąka za linią drzwi. Elementy wzmocnień produkowano w BOSMALu, tam też prowadzono ich montaż i prace wykończeniowe przy samochodzie; pozostałe prace prowadzono w FSM. Istniała możliwość zamówienia dodatkowego wyposażenia podnoszącego komfort użytkowania (m.in. foteli kubełkowych firmy Inter Groclin) oraz zestawu Z-1/30, podnoszącego moc silnika do 30 KM. W samochodzie zastosowano pochodzącą z modelu BIS zębatkową przekładnię kierowniczą. Egzemplarze eksportowane do Niemiec, ze względu na wprowadzenie tam zaostrzonych norm czystości spalin, wyposażono (jako pierwsze Polskie Fiaty 126p) w katalizator. Sprzedażą samochodu zajmował się BOSMAL, czas oczekiwania na zamówiony egzemplarz wahał się od trzech do sześciu miesięcy. W ofercie oficjalnie dostępne były pojazdy białe i czerwone.
Wymiary samochodu:
- długość/szerokość/wysokość: 3109/1377/1340 mm[140];
- masa własna 630 kg[144].

Ze względu na cenę (porównywalną z modelem Cinquecento) oraz panujące w Polsce warunki klimatyczne, zainteresowanie samochodem było w kraju znikome. Powstało 507 Fiatów 126 bez dachu, z czego 80% wyeksportowano, głównie do krajów Europy Zachodniej (m.in. Niemiec, Francji i Holandii).
Na życzenie BOSMAL dokonuje analizy pojazdu i wystawia certyfikat oryginalności konkretnego egzemplarza.

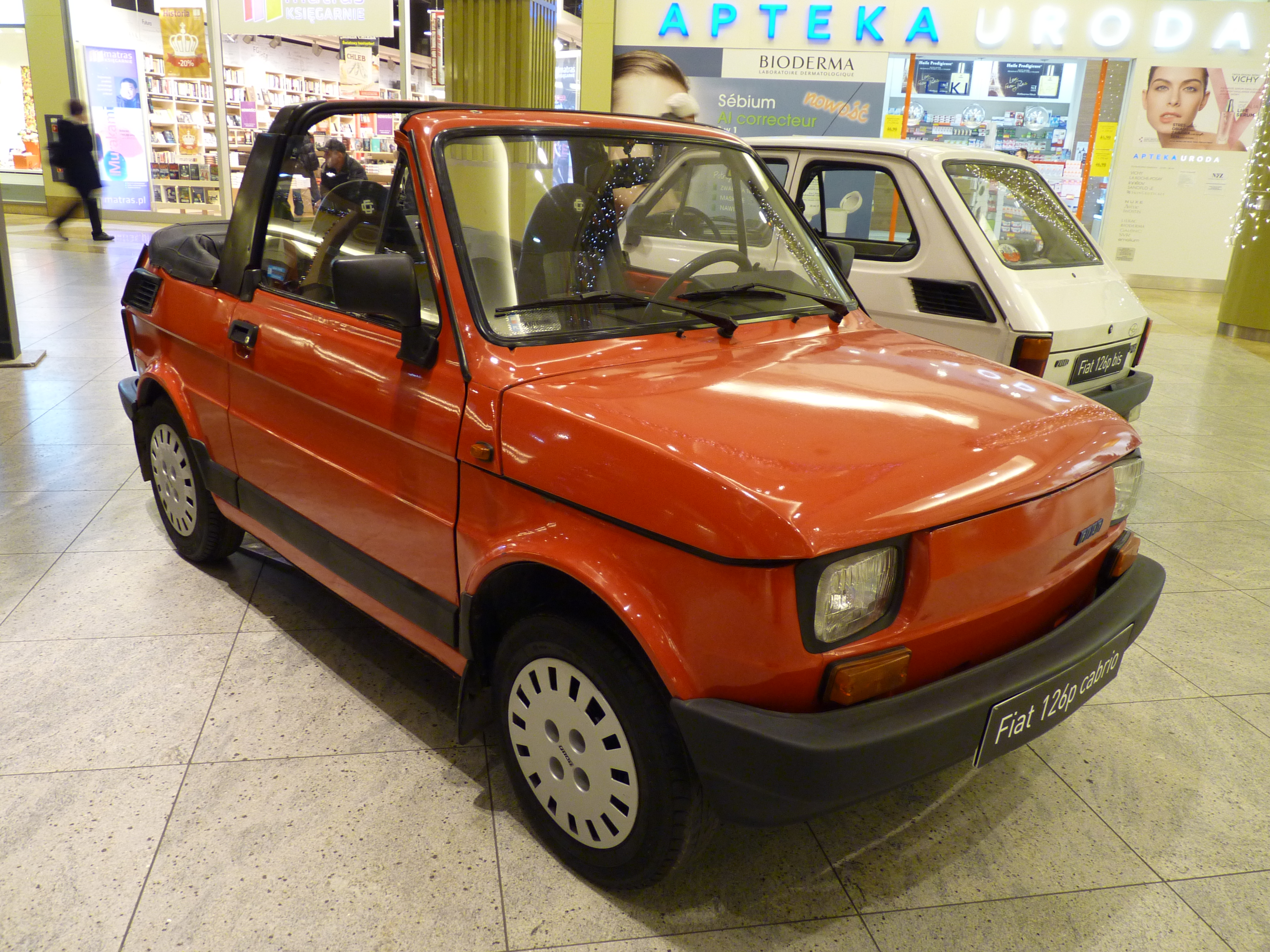
Polski Fiat 126p Cabrio – przód
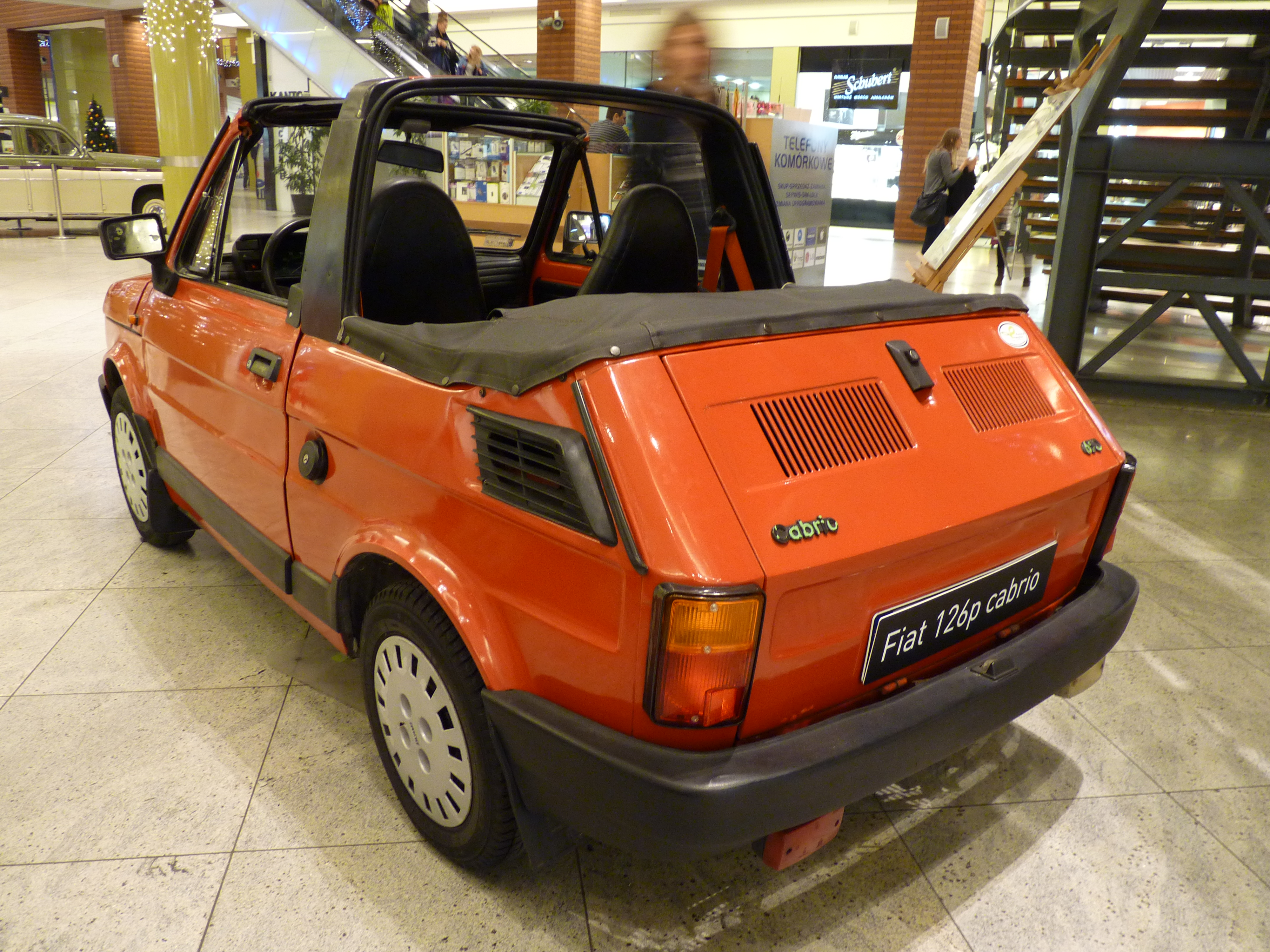
Polski Fiat 126p Cabrio – tył
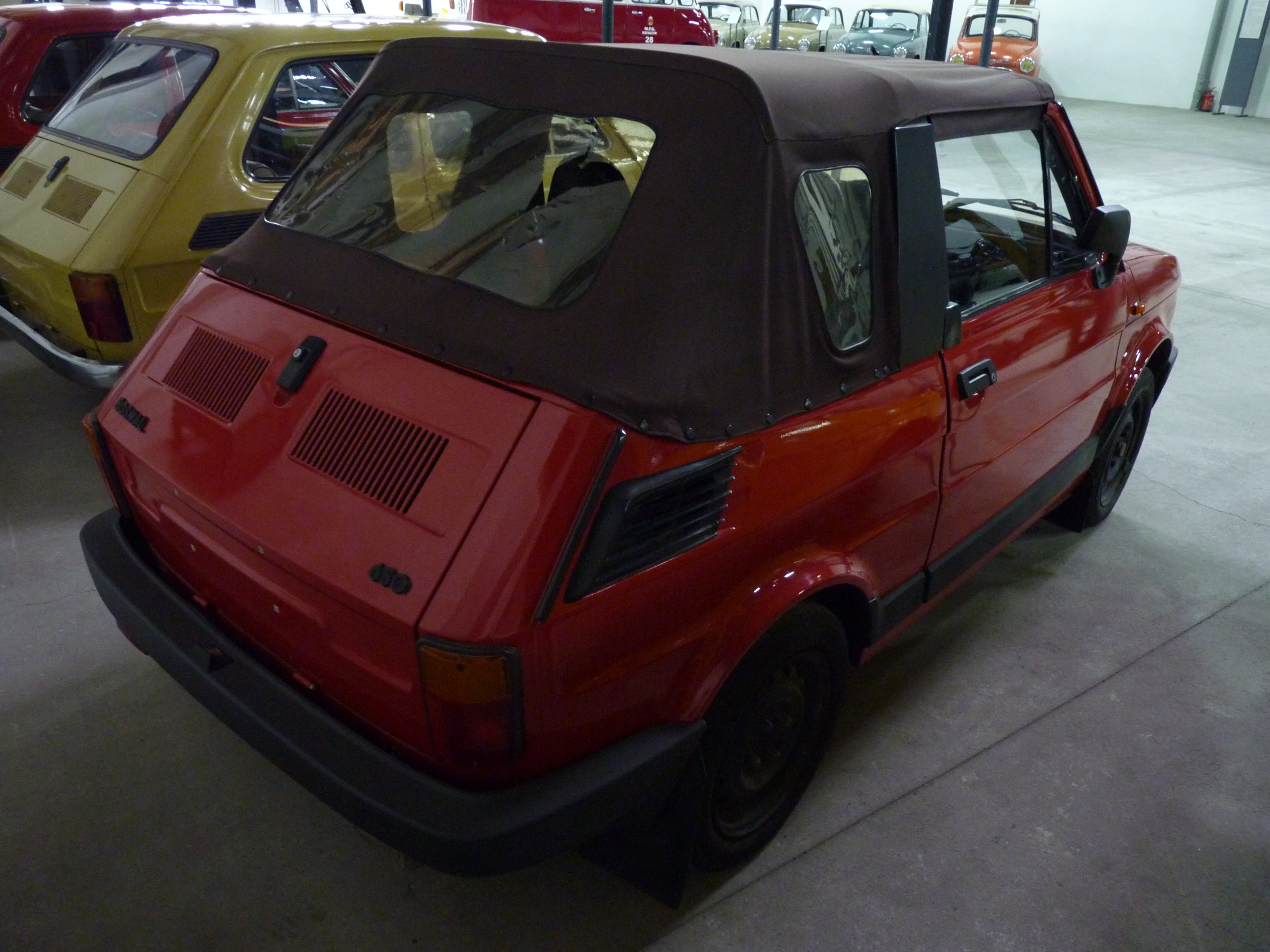
Polski Fiat 126p Cabrio z rozłożonym dachem
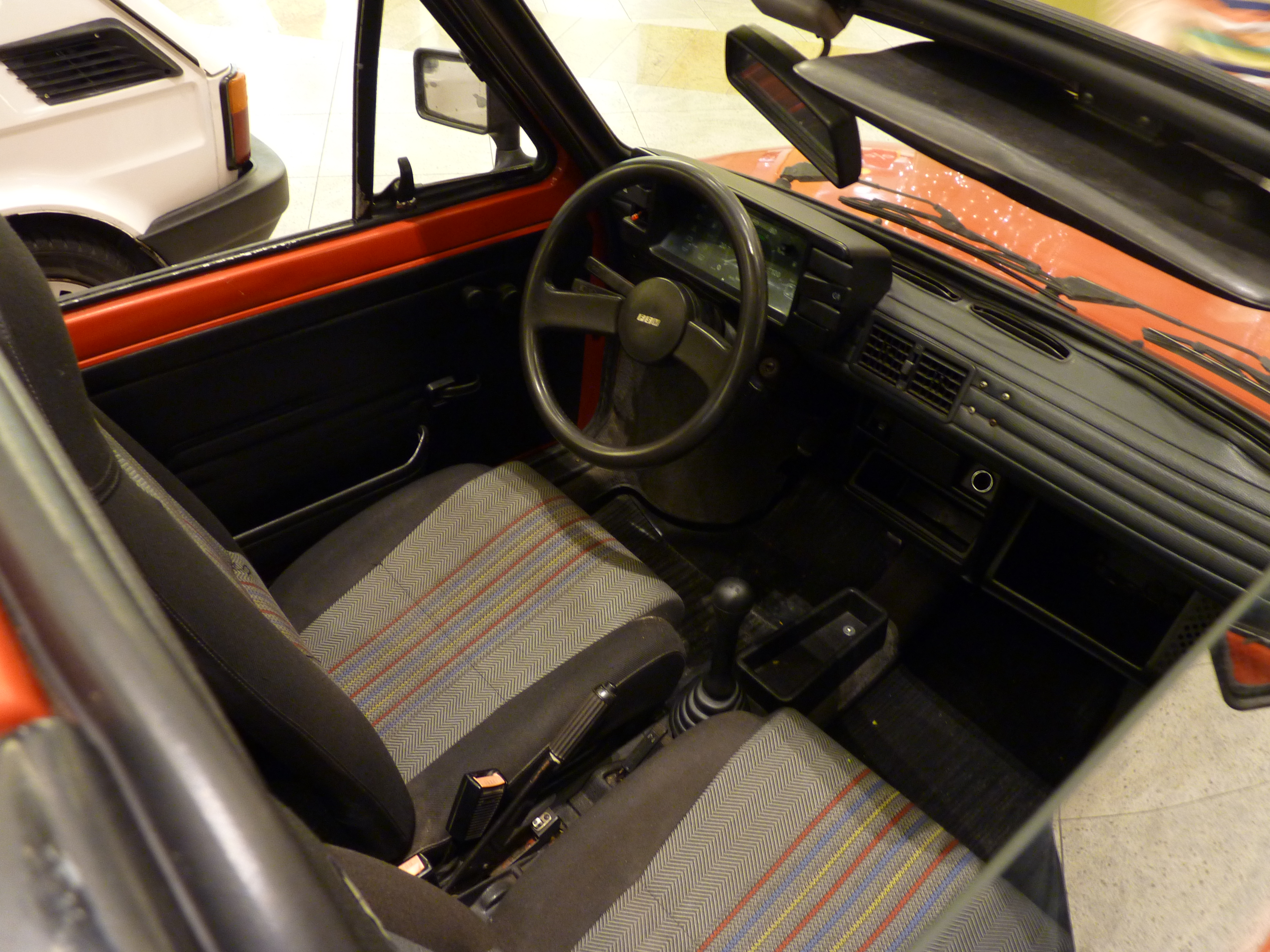
Polski Fiat 126p Cabrio – wnętrze

## Modele prototypowe

### Polski Fiat 126p Bombel

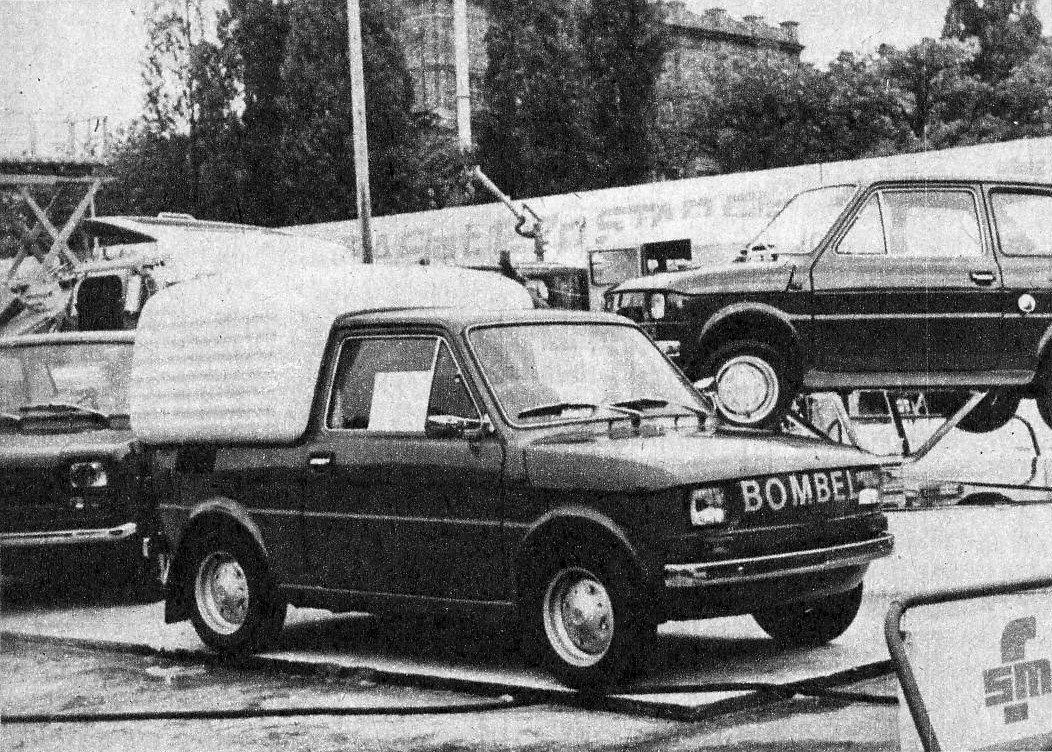
Polski Fiat 126p Bombel na MTT w Poznaniu w 1974

Z chwilą uruchomienia seryjnej produkcji Polskiego Fiata 126p OBR SM rozpoczął prace nad modelami pochodnymi tego samochodu. Nawiązano współpracę z Akademią Sztuk Pięknych w Warszawie, gdzie pod kierunkiem prof. Cezarego Nawrota opracowano projekty bryły samochodu dostawczego, wydłużonego oraz wersji kombi. Jako pierwszy powstał pojazd dostawczy.
Pierwszy prototyp dostawczej wersji Polskiego Fiata 126p powstał w 1974 roku i w tym samym roku pokazano go na czerwcowych Międzynarodowych Targach Technicznych w Poznaniu. Zmianie uległa tylna część pojazdu. Przestrzeń ładunkową przykryto sztywną nadbudową wykonaną z żywicy poliestrowej wzmocnionej włóknem szklanym; za sprawą jej zaokrąglonego kształtu samochód otrzymał nazwę „Bombel” (z zamierzonym błędem ortograficznym). Miała ona dwa poziomy: górny o płaskiej powierzchni dostępny przez tylne drzwi i dolny, który tworzyła wnęka za przednimi fotelami. Między dachem a górnym poziomem rozpięta była siatka chroniąca kierowcę i pasażera przed przemieszczaniem się ładunku. Uzyskano przestrzeń ładunkową o objętości 1 m³. Istniała możliwość zamotowania tylnej kanapy. Ładowność „Bombla” wynosiła 300 kg. Wykonano również wersję z dodatkowymi oknami bocznymi. Powstało kilkanaście prototypów „Bombla”; ostatni, bazujący na modelu FL, zbudowano w drugiej połowie lat 80. „Bomble” były używane w FSM do transportu wewnątrzfabrycznego oraz przez dział sportu FSM jako samochody serwisowe.

### Polski Fiat 126p Long
W 1975 roku w OBR SM wykonano pod kierunkiem magistra inżyniera Wiesława Wiatraka prototyp wydłużonej wersji Polskiego Fiata 126p o nazwie „Long” (ang. długi). Rozstaw osi zwiększono o 10 cm. Wpłynęło to na zwiększenie przestrzeni dla pasażerów siedzących z tyłu, a ponadto zmniejszyła się tendencja do tzw. galopowania samochodu na poprzecznych nierównościach. Powiększone wnętrze zachęcało do częstszego używania pojazdu z pełnym obciążeniem, wobec czego zastosowano silnik o zwiększonej mocy. Dzięki zwiększeniu stopnia sprężania, powiększeniu średnicy zaworów dolotowych oraz zmianie faz rozrządu i nastawów regulacyjnych gaźnika jednostka napędowa o objętości skokowej 594 cm³ osiągała moc 25,8 KM (19 kW) przy 4600 obr./min. Masa własna „Longa” zwiększyła się do 610 kg, wymuszając wzmocnienie tylnego zawieszenia. Pomimo większej masy, prędkość maksymalna wynosiła 110 km/h.

### Polski Fiat 126p Kombi

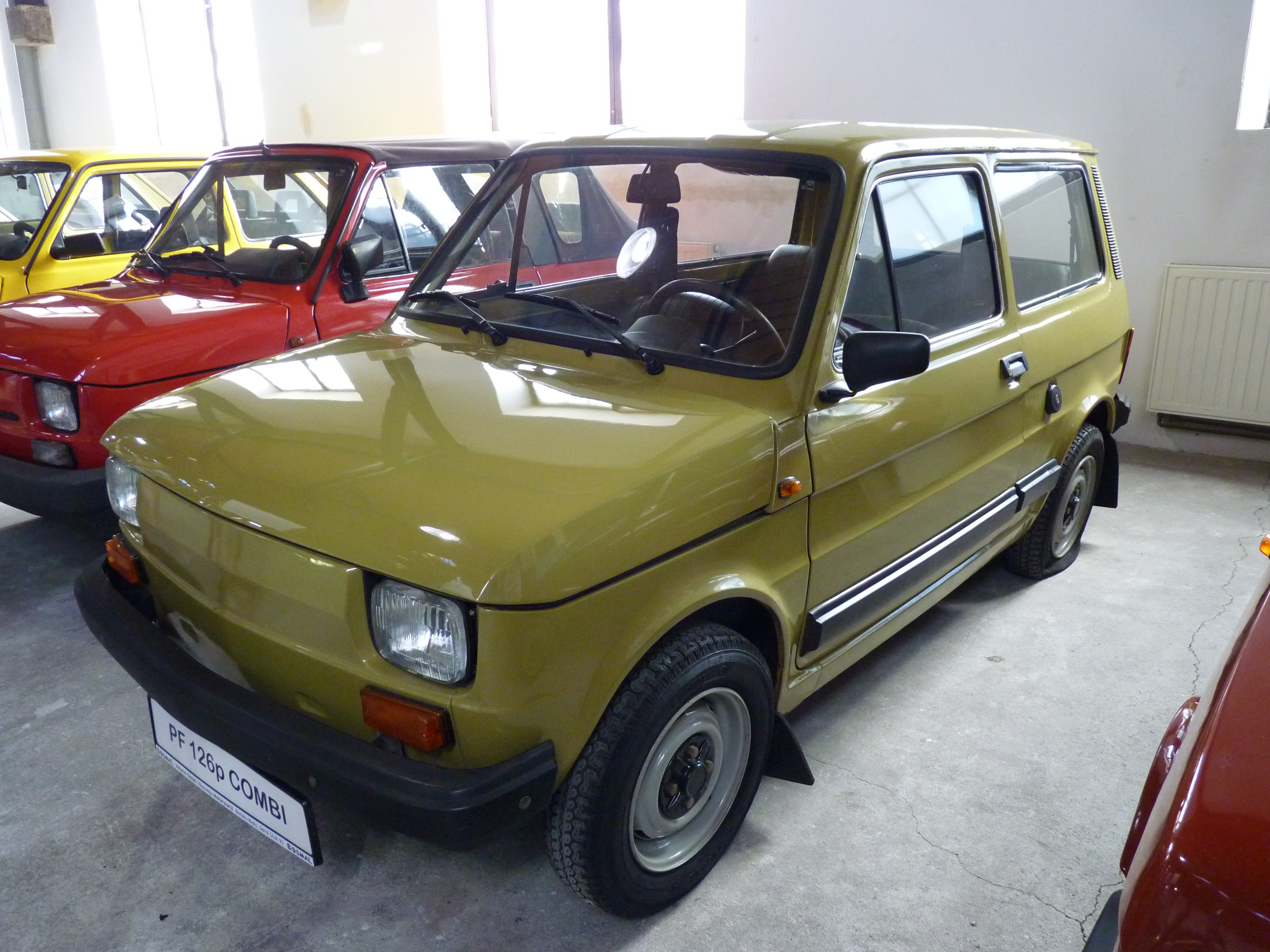
Polski Fiat 126p Kombi

W latach 1976–1977 pod kierunkiem inż. Leopolda Kuhna zbudowano prototyp Polskiego Fiata 126p w wersji kombi. Zdecydowano się na szeroki zakres zmian – głównie w nadwoziu i silniku. Rozstaw osi zwiększono o 10 cm, a zwis tylny o 7 cm. W prototypie tym zastosowano już zderzaki P-4. Dach został wykonany z tworzywa sztucznego. Silnik został ułożony poziomo, co pozwoliło obniżyć podłogę bagażnika. Motor o objętości skokowej powiększonej do 652 cm³ otrzymał nową skrzynię korbową, gaźnik, pompę paliwa, filtr powietrza, pompę oleju, dmuchawę, aparat zapłonowy i tłumik. Nowa jednostka napędowa osiągała moc 25 KM (18,4 kW) przy 4500 obr./min. Zmieniono również charakterystykę zawieszenia tylnych kół. Objętość tylnego bagażnika wynosiła 500 dm³, a po złożeniu tylnej kanapy wzrastała do 1000 dm³. Masa własna samochodu wzrosła do 630 kg. Pojazd mógł przewozić 4 osoby i 80 kg bagażu. Prędkość maksymalna Polskiego Fiata 126p Kombi wynosiła 105 km/h. Wymiary: długość – 3299 mm, szerokość – 1377 mm, wysokość – 1340 mm.
Na bazie projektu kombi wykonano makietę furgonu z zaślepionymi otworami okiennymi w tylnej części nadwozia. W warszawskiej Akademii Sztuk Pięknych powstała wizualizacja wersji kombi z podwyższonym dachem i małymi drzwiami bocznymi w prawej ścianie.
Również włoscy konstruktorzy stworzyli prototyp wersji kombi Fiata 126, jednak na tym poprzestano, skupiając się na opracowaniu kombi na bazie modelu 128.

### Polski Fiat 126p NP

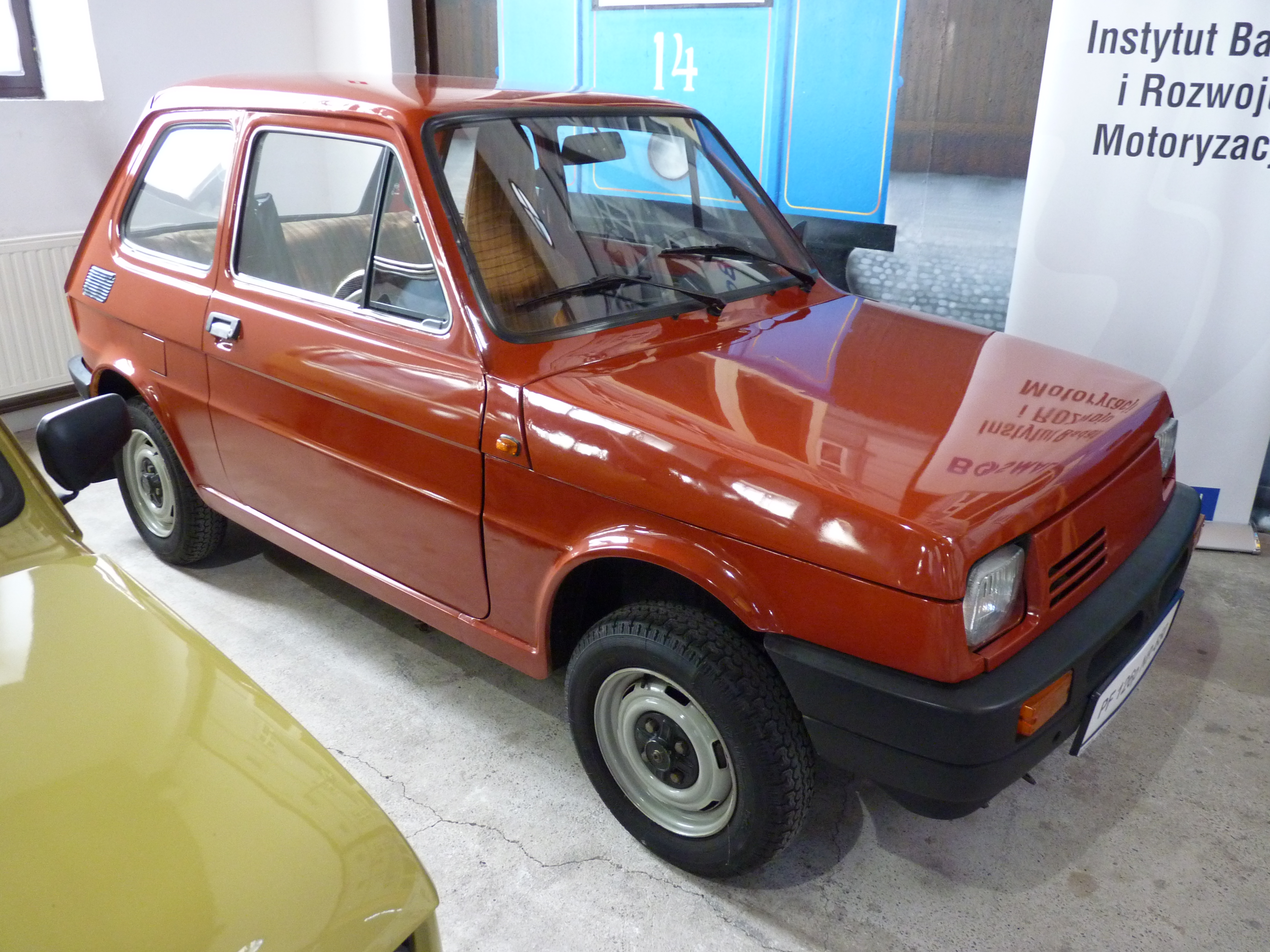
Polski Fiat 126p NP

Konstrukcja Polskiego Fiata 126p z silnikiem umieszczonym w tylnej części samochodu utrudniała tworzenie odmian nadwoziowych. Postanowiono więc skonstruować samochód z przednim napędem przy założeniu maksymalnego wykorzystania elementów dotychczas produkowanego modelu.
Prace konstrukcyjne rozpoczęto w maju 1977 roku, a pierwszy prototyp (nazwany 126p-650NP) ukończono w grudniu 1978 roku. Adaptacją zespołu napędowego kierował mgr inż. Jerzy Winogrodzki. W prototypie zastosowano chłodzony powietrzem silnik o pojemności 652 cm³, mocy 26 KM (19,5 kW), momencie obrotowym 43,8 Nm i stopniu sprężania 7,6:1. Został on obrócony o 180° i ustawiony wzdłużnie przed osią przednią. Napędzał koła przednie za pośrednictwem półosi napędowych z równobieżnymi przegubami Bierfelda-Rzeppa. Zastosowano zawieszenie przednie oparte na kolumnach MacPhersona oraz hamulce tarczowe na przednich kołach, a także zębatkową przekładnię kierowniczą. Nieznacznej zmianie uległa charakterystyka zawieszenia kół tylnych. Zmiana rodzaju napędu wymusiła przeprojektowanie przedniej części nadwozia. Zadanie to powierzono Akademii Sztuk Pięknych w Krakowie. Wydłużenie przedniej części sprawiło, że samochód otrzymał potoczną nazwę „Ryjek”. By zmniejszyć opór powietrza, zastosowano pochyłą ścianę przednią. Samochód posiadał masywne zderzaki wykonane z tworzyw sztucznych. Z tyłu wygospodarowano bagażnik o pojemności ok. 200 dm³. Długość nadwozia wynosiła 3290 mm, a rozstaw osi 1960 mm. Kolejny prototyp, oznaczony 126p-650NP-C, otrzymał trzydrzwiowe nadwozie typu hatchback i składaną tylną kanapę. W latach 1979–1981 zbudowano jeszcze kilka samochodów przednionapędowych, w których montowano różne silniki, zmieniano przełożenia skrzyni biegów i przekładni głównej oraz eksperymentowano z zawieszeniem tylnym; w ostatnim prototypie wprowadzono duże zmiany zewnętrzne (m.in. podwyższono linię dachu oraz zmieniono część tylną, stosując szerokie drzwi i poziome lampy zespolone).
Od 1981 roku OBR SM prowadził prace nad Beskidem 106 z nowym, jednobryłowym nadwoziem; w samochodzie tym zastosowano rozwiązania napędu przedniego z prototypów serii NP.

### Polski Fiat 126p z silnikiem wysokoprężnym
W latach 80., w okresie kryzysu paliwowego w Polsce, powstały prototypy Polskiego Fiata 126p z silnikiem wysokoprężnym. Z braku odpowiedniej jednostki w kraju, zdecydowano się na użycie jednostki zagranicznej. Skorzystano z chłodzonych cieczą silników przemysłowych japońskiej firmy Kubota. Wybrano silnik V800BB, typu R4, o pojemności 800 cm³, mocy 22 KM (16,2 kW), momencie obrotowym 47 Nm i stopniu sprężania 23:1. Prace były zaawansowane, jednak nieoczekiwanie nastąpił wzrost wartości japońskiego jena, przez co przedsięwzięcie straciło ekonomiczny sens.

### Polski Fiat 126p w wersji wojskowej
W 1989 roku w Wyższej Szkole Wojsk Łączności w Zegrzu koło Warszawy powstał prototyp wersji Polskiego Fiata 126p FL przeznaczonej dla wojska. Do napędu użyto silnika seryjnego „Malucha”. Na dachu zamontowano bagażnik do przewozu gąsienic, które mogły być zamontowane w miejsce tylnych kół (przewożonych wówczas w tym bagażniku). Nadwozie i bagażnik dachowy polakierowano na kolor khaki. Siedzenia pokryto pokrowcami w kolorze moro. Samochód wyposażono w uchwyty do przewozu broni oraz aparat telefoniczny.

### BOSMAL 126 el Cabrio

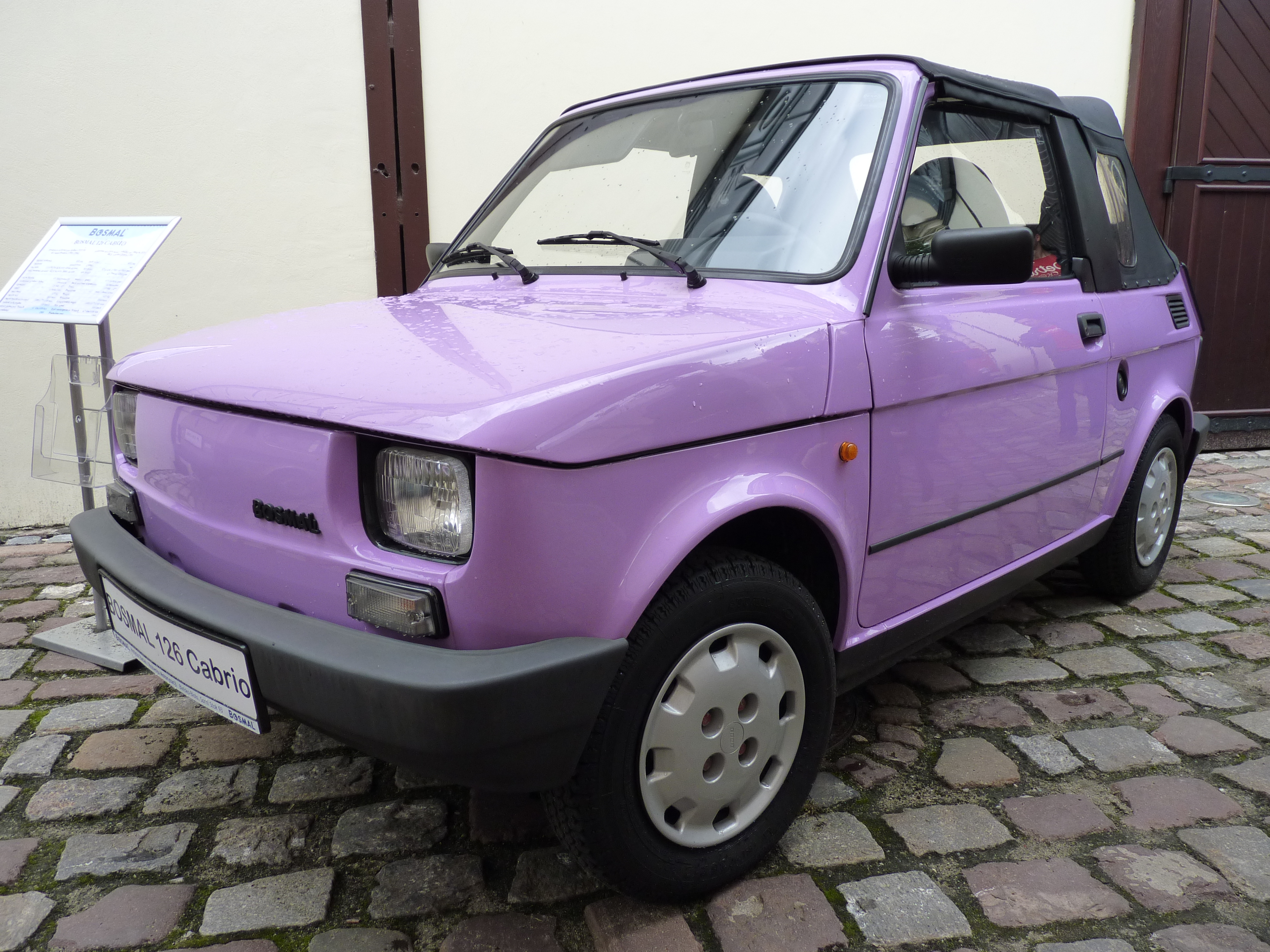
BOSMAL 126 el Cabrio

Po rozpoczęciu produkcji Fiata 126 el BOSMAL opracował wersję kabriolet tego samochodu. Pozostała ona w fazie prototypu, ponieważ w Unii Europejskiej weszły w życie zaostrzone normy ochrony środowiska, których „Maluch” nie mógł już spełnić.

### LPT

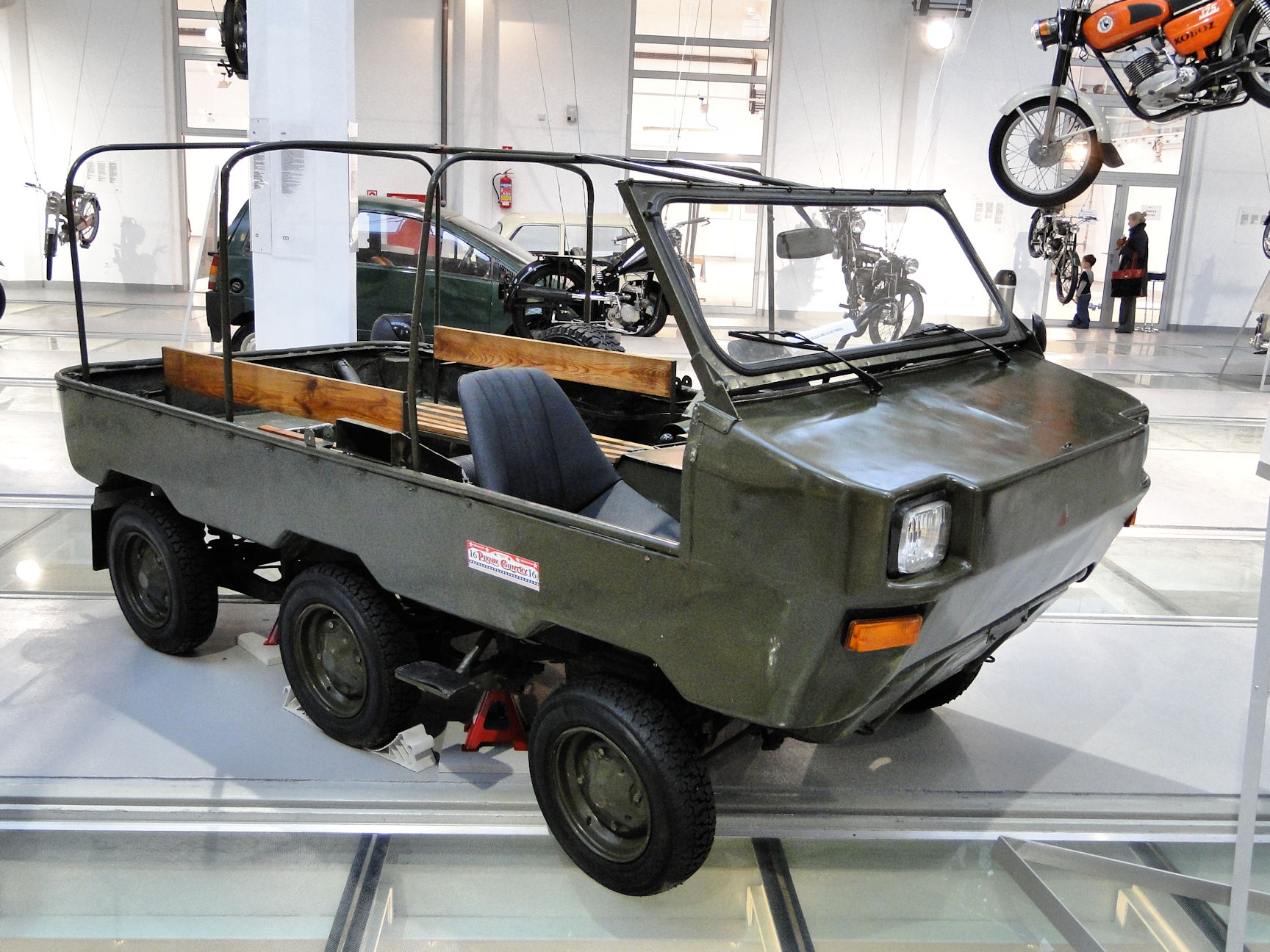
LPT

W latach 1974–1975 w Wojskowym Instytucie Techniki Pancernej i Samochodowej w Sulejówku powstał prototyp lekkiego pojazdu terenowego (LPT), przeznaczonego dla Ludowego Wojska Polskiego. LPT przewidziany był jako pojazd transportowy (brak uzbrojenia i opancerzenia). Do skonstruowania pojazdu wykorzystano elementy samochodu osobowego Polski Fiat 126p. Do elementów tych zaliczały się silnik, sprzęgło, zmodyfikowana skrzynia biegów, półosie, koła, ogumienie, zawieszenie (z nieco dłuższymi przednimi wahaczami), hamulce, mechanizmy kierownicze oraz instalacja elektryczna, a także lampy, prędkościomierz, kierownica i przełączniki. Pojazd posiadał wykonane z tworzywa sztucznego otwarte nadwozie w kształcie wanny, osadzone na ramie rurowej. Dla ochrony przed wpływami atmosferycznymi, mógł zostać pokryty brezentową opończą. LPT posiadał sześć kół. Napęd przekazywany był na oś środkową i tylną poprzez umieszczony przed osią kół tylnych reduktor z przekładniami łańcuchowymi. Napęd kół środkowych można było odłączyć podczas jazdy po utwardzonej nawierzchni. Silnik wraz ze skrzynią biegów umieszczono wzdłużnie z przodu, w specjalnej obudowie. Zespół napędowy zabezpieczono od spodu stalową osłoną w kształcie rynny. Hamulec ręczny działał na środkową oś pojazdu. Pojazd przystosowano do pływania, w tym celu z tyłu umieszczono śrubę napędową. Prędkość maksymalna na lądzie wynosiła 75 km/h, a w wodzie 6 km/h. Masa własna LPT wynosiła 850 kg, pojazd mógł przewozić sześć osób lub dwie osoby i 400 kg ładunku. Zbiornik paliwa miał pojemność 40 l. Pod koniec lat 70. Wojskowe Zakłady Motoryzacyjne nr 5 w Poznaniu wykonały według sporządzonej przez inżynierów z Sulejówka dokumentacji 10 pojazdów, różniących się wyższą zabudową przedniej części nadwozia i odchylaną szybą przednią. Oprócz wojska, pojazdy LPT były testowane także przez Państwowe Gospodarstwa Rolne, gdzie przewidziano wykorzystanie ich do transportu pracowników w trudniejszym terenie. Po kilku latach służby w jednostkach wojskowych, pojazdy te sprzedano w ręce prywatne. Jeden z nich znajduje się w Muzeum Techniki i Komunikacji w Szczecinie.

### Wszędołaz

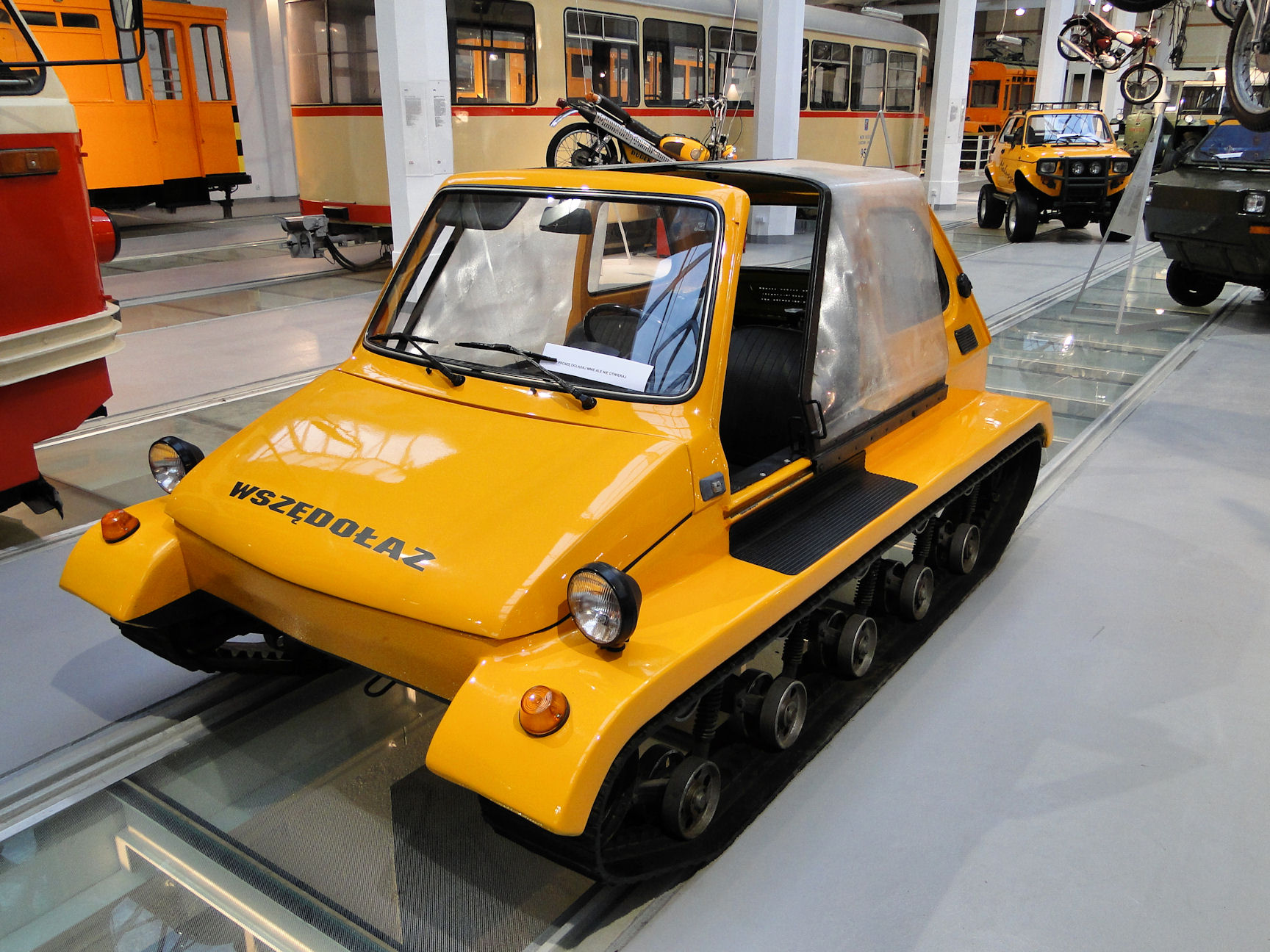
Wszędołaz

Wszędołaz to pojazd gąsienicowy, zbudowany w latach 1979–1980 w Zakładzie Transportu Energetyki w Radomiu. Stworzono go do inspekcji sieci energetycznych w trudnym terenie. Wykorzystano nadwozie Polskiego Fiata 126p, które osadzono na podwoziu z gumowymi gąsienicami. Silnik Wszędołaza również pochodził od „Malucha”. Dostęp do jednostki napędowej umożliwiała pokrywa w tylnej ścianie. Drzwi boczne zastąpiono przesuwnymi osłonami wykonanymi z pleksiglasu. Usunięto też fragment dachu. Zbudowano i przetestowano jeden egzemplarz, po czym zaniechano dalszych prac. Wszędołazem zainteresowali się Chińczycy.
Wszędołaz znajduje się w Muzeum Techniki i Komunikacji w Szczecinie.

## Modyfikacje i przebudowy

### Pingwin 04
Pingwin 04 to znakowarka pasów na jezdni, skonstruowana w pierwszej połowie lat 80. w OBR SM na bazie Polskiego Fiata 126p. Z nadwozia wycięto pas przedni i pokrywę bagażnika oraz skrócono dach. Pojazd otrzymał okrągłe reflektory od ciągnika rolniczego Ursus oraz kierunkowskazy od samochodu Żuk. Z przodu umieszczono dysze natryskujące farbę. W miejscu tylnej kanapy zamontowano sprężarkę i zbiornik sprężonego powietrza, a w miejscu fotela pasażera zbiornik farby. Urządzenie było zautomatyzowane, prawie wszystkie czynności operator mógł wykonać z kabiny. Prędkość robocza wynosiła 7 km/h, a prędkość podróżna 25 km/h. Powstało ok. 20 egzemplarzy. Jeden z nich znajduje się w zbiorach Zespołu Historii Drogownictwa w Szczucinie.

### Malubats
W latach 90. Zakłady Motoryzacyjne w Gorzowie Wielkopolskim podjęły produkcję samochodów z otwartym nadwoziem, opartych na Polskim Fiacie 126p. Pojazd powstał na zamówienie holenderskiego importera, któremu zależało na dostarczeniu tanich aut do patrolowania terenów przy plażach. Nazwę „Malubats” nadali Holendrzy. Z seryjnego „Malucha” pochodziła płyta podłogowa wraz z zawieszeniem i układem przeniesienia napędu, zderzaki, pas przedni, pokrywy bagażnika i silnika, oświetlenie zewnętrzne, tablica rozdzielcza, kierownica oraz siedzenia. Nadwozie wykonano w dużej mierze z laminatu. Powstały prawdopodobnie 43 Malubatsy, z czego 41 wyeksportowano do Holandii.

### POP 2000
Pod koniec lat 80. w prywatnym warsztacie w Odolanowie k. Ostrowa Wielkopolskiego ruszyła produkcja Polskich Fiatów 126p bez dachu. Impulsem było zamówienie z Niemiec, gdzie jedna z firm pokryła koszt homologacji samochodu na tamtejszym rynku i rozpoczęła jego sprzedaż. Samochody POP 2000 wykonywano na indywidualne zamówienia. Budowano je na zespołach Polskiego Fiata 126p 650E lub Fiata 126 BIS. Pojazd mógł być wyposażony w drzwi lub w pas zabezpieczający przed wypadnięciem z kabiny, a także w fotele typu lotniczego. Konstrukcja samochodu była wzmocniona od wewnątrz rurowym szkieletem. POP 2000 został pokazany na Międzynarodowych Targach Poznańskich w 1990 roku. Produkcję samochodu zakończono w 1991 roku wskutek zaostrzenia wymagań technicznych w Niemczech (m.in. wprowadzenia wymogu montażu katalizatora), powstało ok. 500 egzemplarzy.

### Wadera
W 1991 roku w firmie Fibra Studio z Mikołowa powstał projekt nadwozia z laminatu, osadzanego na płycie podłogowej Polskiego Fiata 126p. Z seryjnego samochodu wycięto tylną część, prowadzono od słupka B do tyłu stalowe rury wzmacniające konstrukcję. W błotniki przednie i tylne oraz w tylną pokrywę silnika wtryskiwano poliuretanową piankę w celu zmniejszenia wibracji poszycia plastikowych błotników oraz wytłumienia hałasu pracującego silnika. Zastosowano szersze błotniki, umożliwiające montaż kół o większej średnicy. Można było zamontować składany dwuczęściowy dach. Klosze lamp tylnych pochodziły z Forda Fiesty drugiej generacji. Koło zapasowe przykryte pokrowcem umieszczono pionowo na zewnątrz. Zderzaki były zintegrowane z nadwoziem. Zespół napędowy, układy jezdny i nośny oraz zawieszenie pochodziły z seryjnego „Malucha”. Stylistyka samochodu nawiązywała do Suzuki Vitary. Pojazdem zainteresowała się warszawska firma „Metal-Incar Spółdzielnia Inwalidów”, która nazwała go „Wadera”. Nazwę tę zaczerpnięto od określenia najsilniejszej samicy w stadzie wilków, co miało być odniesieniem do wyglądu samochodu, przypominającego mocno zabudowany pojazd uterenowiony. Wadera miała być budowana z elementów Fiatów 126p uszkodzonych w wypadkach lub ze skorodowanym nadwoziem, gdy inne części zachowały się w stanie pozwalającym na zbudowanie pojazdu inwalidzkiego lub rekreacyjnego. Nadwozie oraz zespół napędowy i układ jezdny miały być naprawiane w „Metal-Incar”. Planowano eksport pojazdu. Powstało kilkadziesiąt (około 20 do 40) sztuk Wadery.

### Polski Fiat 126p jako pług śnieżny

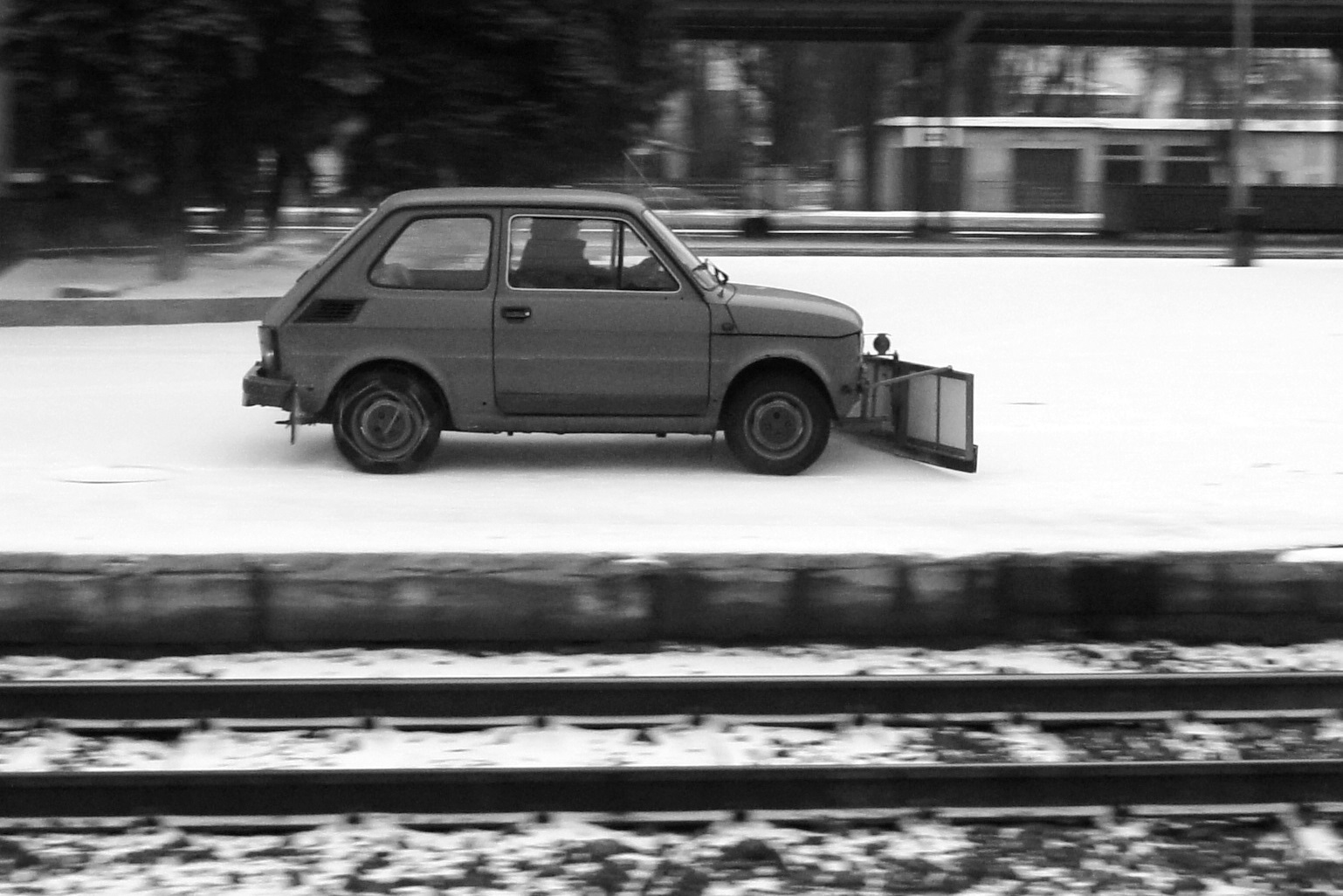
Przebudowany na pług śnieżny Polski Fiat 126p w trakcie pracy na peronie stacji kolejowej w Krzyżu Wielkopolskim (styczeń 2014)

Jednym z popularniejszych sposobów modyfikacji Polskiego Fiata 126p jest wykorzystanie go jako pługu do odśnieżania posesji, ulic lub chodników. Z racji niewielkiego rozmiaru, spalania i relatywnie niskiej ceny pojazdy tego typu wykorzystywane są przez osoby prywatne czy dozorców. Według dozorców ręcznie odśnieżanie chodników przy intensywnych opadach zajmuje średnio 4 do 5 godzin, a przy wykorzystaniu Polskiego Fiata 126p ze specjalnie zamontowanym pługiem, czas odśnieżania skraca się do 30 minut.

## Poziom produkcji w Polsce (bez wersji BIS)
Źródło:
| Rok    | Bielsko-Biała | Tychy   | Ogółem  |  | Rok  | Bielsko-Biała | Tychy     | Ogółem    |
| ------ | ------------- | ------- | ------- |  | ---- | ------------- | --------- | --------- |
| 1973   | 1500          | –       | 1500    |  | 1987 | 62 505        | 117 805   | 180 310   |
| 1974   | 10 007        | –       | 10 007  |  | 1988 | 63 620        | 82 409    | 146 029   |
| 1975   | 20 015        | 11 512  | 31 527  |  | 1989 | 64 001        | 85 759    | 149 760   |
| 1976   | 21 503        | 60 126  | 81 629  |  | 1990 | 59 849        | 94 228    | 154 077   |
| 1977   | 24 987        | 120 027 | 145 014 |  | 1991 | 47 419        | 70 088    | 117 507   |
| 1978   | 23 955        | 162 681 | 186 636 |  | 1992 | 61 135        | –         | 61 135    |
| 1979   | 27 365        | 177 699 | 205 064 |  | 1993 | 69 549        | –         | 69 549    |
| 1980   | 33 291        | 181 141 | 214 432 |  | 1994 | 49 899        | –         | 49 899    |
| 1981   | 27 228        | 122 269 | 149 497 |  | 1995 | 54 947        | –         | 54 947    |
| 1982   | 33 503        | 122 879 | 156 382 |  | 1996 | 60 418        | –         | 60 418    |
| 1983   | 40 398        | 145 150 | 185 548 |  | 1997 | 47 392        | –         | 47 392    |
| 1984   | 51 729        | 143 296 | 195 025 |  | 1998 | 36 556        | –         | 36 556    |
| 1985   | 58 573        | 138 416 | 196 989 |  | 1999 | 28 444        | –         | 28 444    |
| 1986   | 60 137        | 140 503 | 200 640 |  | 2000 | 12 400        | –         | 12 400    |
| Ogółem |               |         |         |  |      | 1 152 325     | 1 975 988 | 3 128 313 |

## Eksport Polskiego Fiata 126p
W latach 1975–1992 wyeksportowano 897 316 Polskich Fiatów 126p. W okresie PRL samochód był sprzedawany w kraju również w ramach eksportu wewnętrznego.
Polski Fiat 126p był eksportowany m.in. do Włoch, Jugosławii, RFN, Węgier, Francji, Chin (w latach 1985–1989, wysłano ponad 23 000 samochodów, w Wenzhou 5000 Polskich Fiatów 126p używano jako taksówek), Wielkiej Brytanii, Czechosłowacji, Belgii, Holandii, Bułgarii, Szwajcarii, Grecji, Austrii, Danii, Chile, Nowej Zelandii, Australii (jako FSM Niki, w latach 1989–1991) oraz na Cypr i Kubę. Pilotażowe partie samochodów wysłano także do Afryki (Zair, Kamerun, Gabon), a nawet Bangladeszu. W samym 1980 roku eksport Polskiego Fiata 126p wyniósł 90 tys. egzemplarzy.

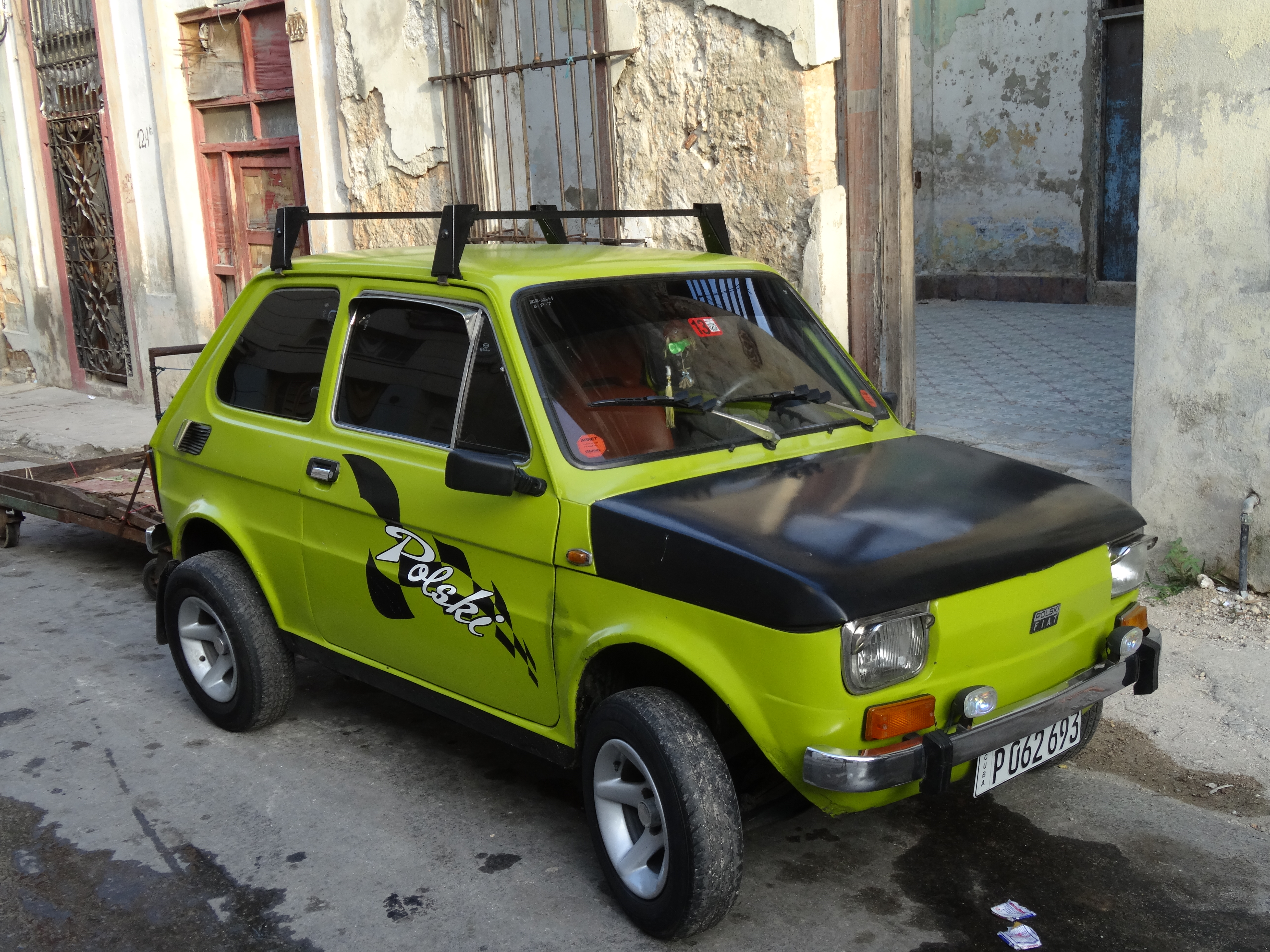
Polski Fiat 126p na ulicy Hawany (2014)
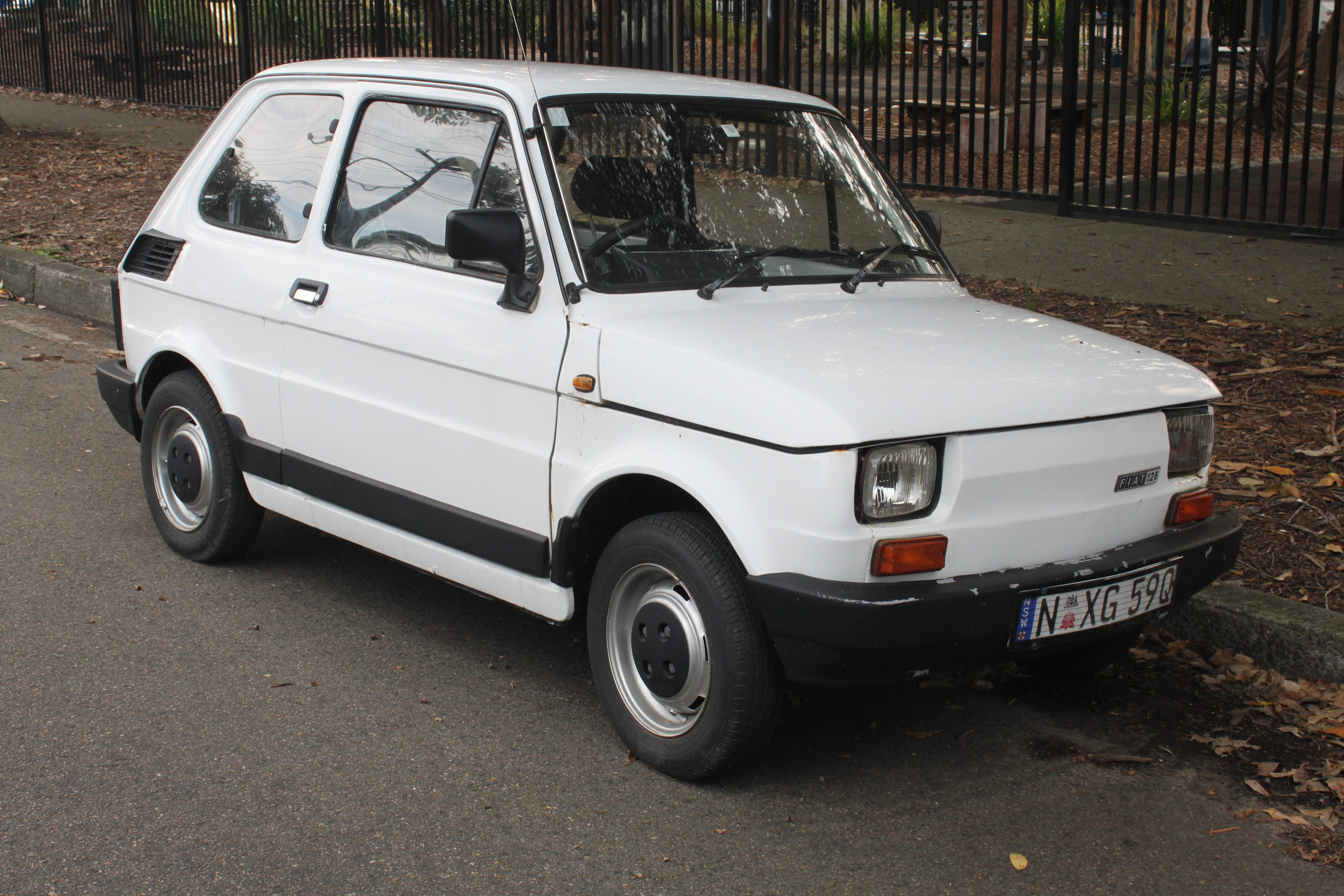
FSM Niki w Australii
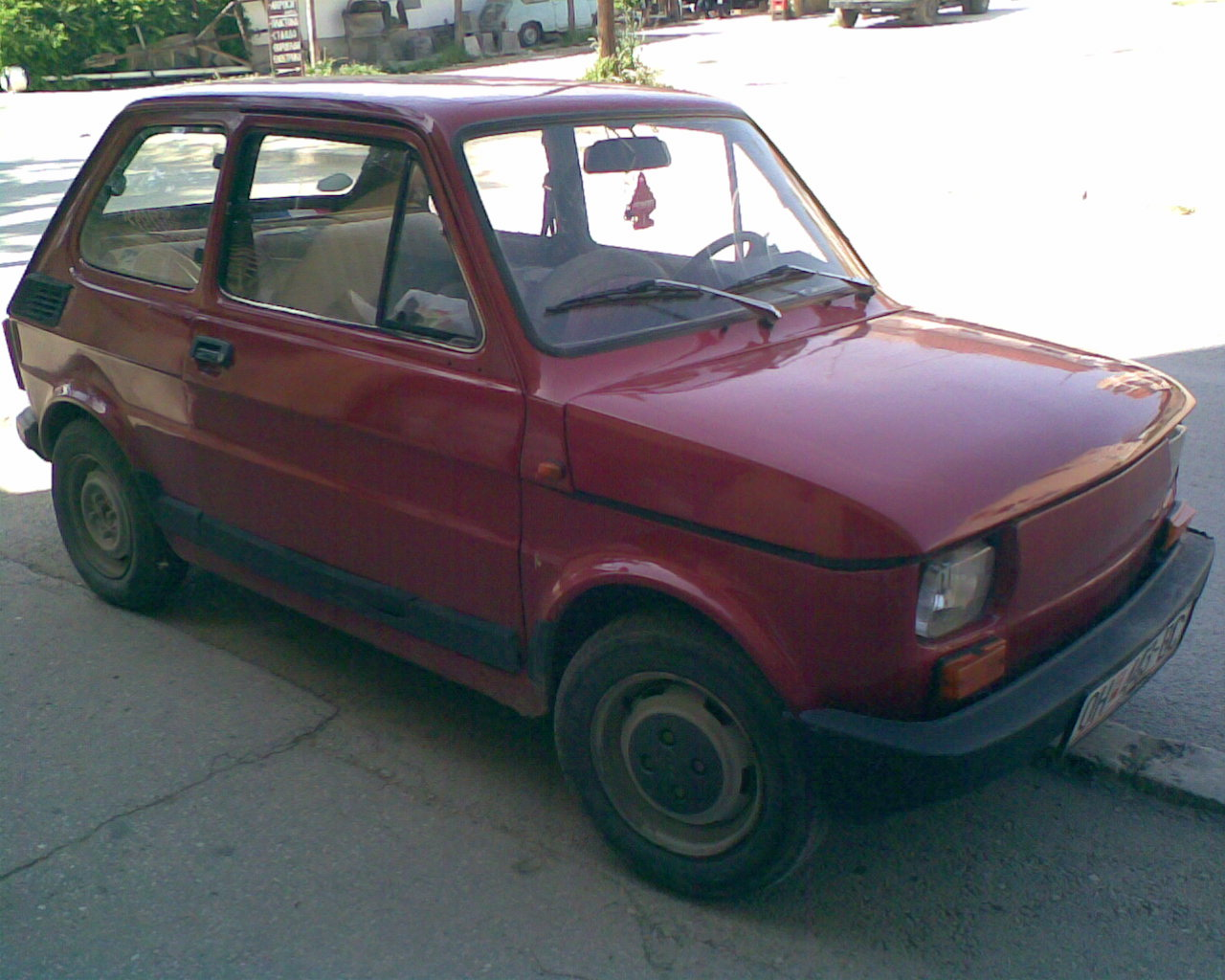
Polski Fiat 126p lub Zastava 126 PGL w Macedonii
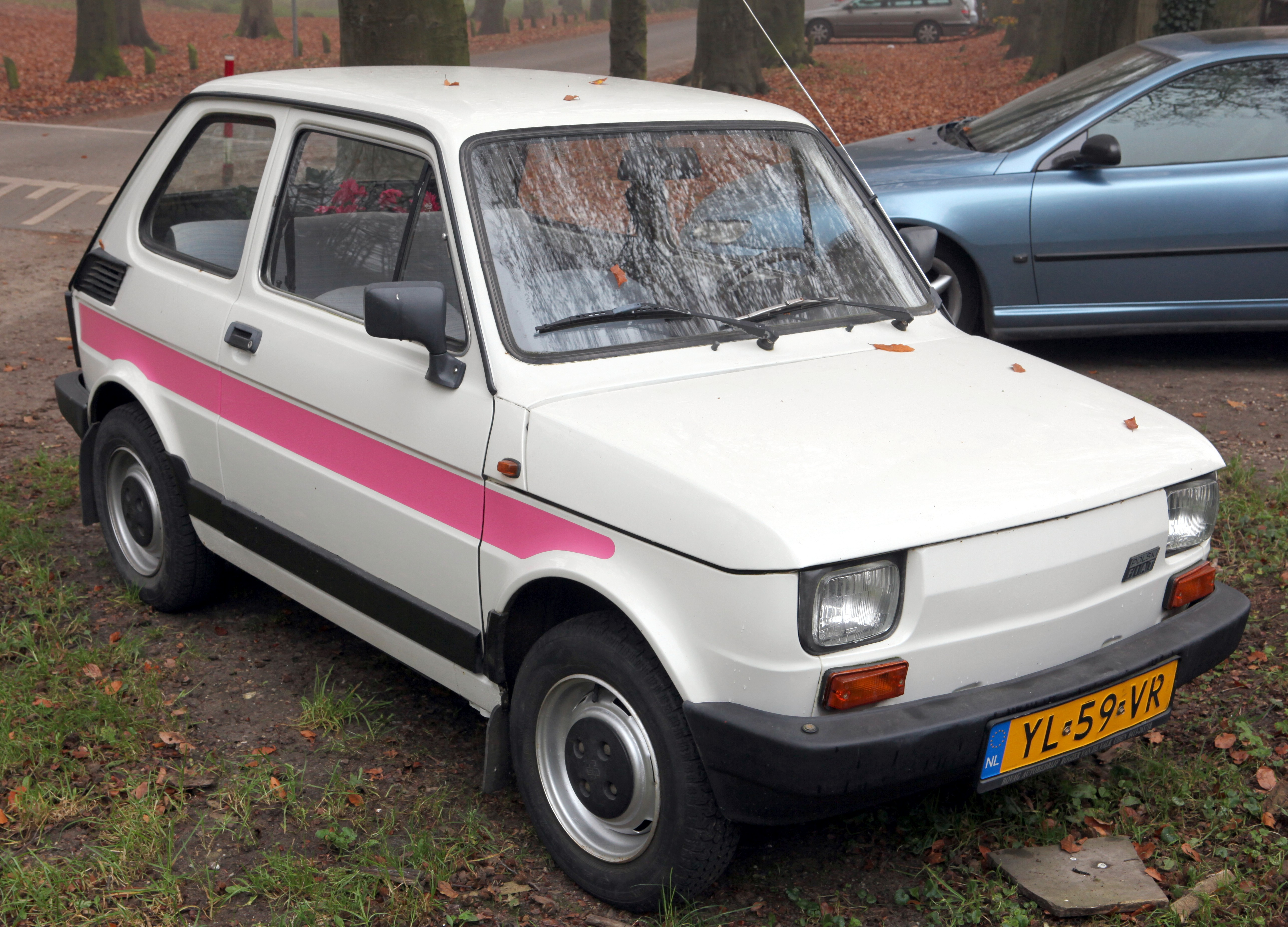
Polski Fiat 126p w Holandii

## Dane techniczne podstawowych modeli (600, 650, FL, el i elx)

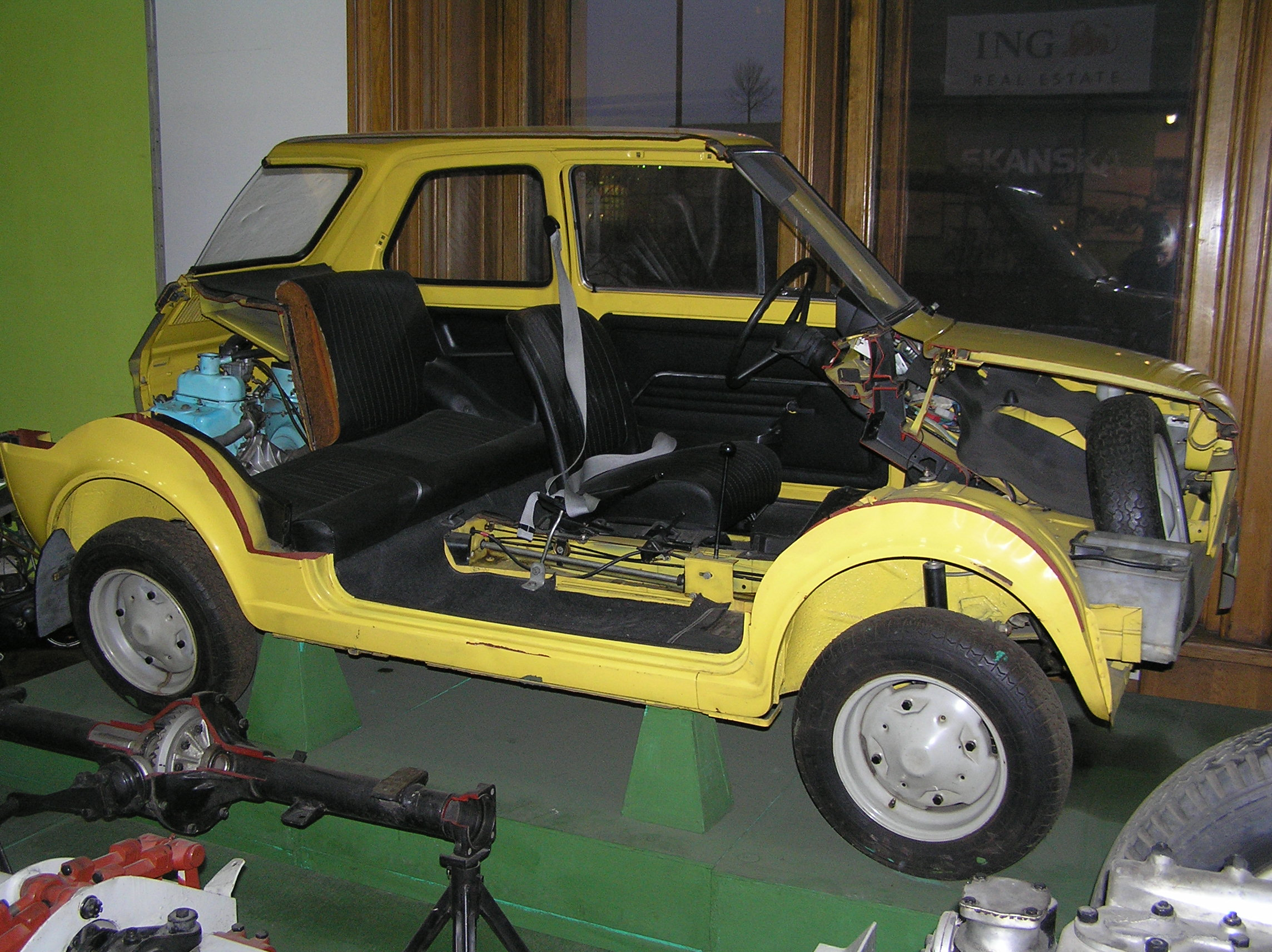
Przekrój Polskiego Fiata 126p

### Nadwozie
Nadwozie samonośne, zgrzewane z wytłoczek stalowych, dwubryłowe, dwudrzwiowe, czteromiejscowe, typu fastback.

### Wymiary
- Długość:
  - modele 600 i 650: 3054 mm (wersja 650 Komfort: 3129 mm)[200]
  - model FL i późniejsze: 3109 mm[202][203][204]
- Szerokość: 1377 mm (wersja 650 Komfort: 1382 mm)[200]
- Wysokość: 1335 mm[200]
- Masa własna:
  - model 600: 580 kg[132]
  - model 650 i późniejsze: 600 kg[132][202][203][204]
- Ładowność: 320 kg (4 osoby + 40 kg bagażu)[205]
- Maksymalna masa holowanej przyczepy[206]:
  - bez hamulca: połowa masy własnej samochodu
  - z hamulcem: 400 kg

### Silnik
Główne źródło:
- Silnik czterosuwowy, z zapłonem iskrowym, górnozaworowy, z rozrządem popychaczowym, napędzanym przez łańcuch
- Chłodzony powietrzem, obieg powietrza wymuszony za pomocą dmuchawy
- Smarowanie ciśnieniowe, z pompą zębatą i filtrem odśrodkowym
- Liczba i układ cylindrów: 2, w układzie rzędowym
- Pojemność skokowa:
  - 594 cm³ (silnik 600)
  - 652 cm³ (silnik 650)
- Średnica × skok tłoka cylindra:
  - 73,5 × 70 mm (silnik 600)
  - 77 × 70 mm (silnik 650)
- Moc maksymalna:
  - 23 KM (16,9 kW) przy 4800 obr./min (silnik 600)
  - 24 KM (17,6 kW) przy 4500 obr./min (silnik 650)
- Maksymalny moment obrotowy:
  - 40 Nm przy 3400 obr./min (wersja 600)
  - 42,5 Nm przy 3000 obr./min (wersja 650)
  - 41,2 Nm przy 3000 obr./min (wersja 650E i późniejsze)[208][107][100]
- Stopień sprężania:
  - 7,5:1 (wersje 600 i 650)
  - 8:1 (wersja 650E i późniejsze, 7,8:1 przejściowo w wersji el do kwietnia 1995 roku)[208][107]
- Układ zasilania – gaźnik, typ:
  - Weber 28 IMB (do 1973 roku)[209]
  - Weber 28 IMB1 (1973–1975)[209]
  - Weber 28 IMB3/100 (1975–1977)[209]
  - Weber 28 IMB3/250 (część silników 600 od 1977 roku)[209]
  - Weber 28 IMB5/250 (1977–1982)[209]
  - Weber 28 IMB10/250 (1982–1990)[210]
  - FOS 28S1A1 (wersja FL od 1990 roku i el)[211]
  - FOS 28S1A1/300 (wersja elx)[109]

### Układ przeniesienia napędu
Źródła:
- Silnik umieszczony wzdłużnie z tyłu
- Napęd na oś tylną
- Sprzęgło cierne jednotarczowe, suche, sterowane mechanicznie (linką)
- Skrzynia biegów: ręczna, 4 przełożenia do jazdy w przód i bieg wsteczny, synchronizacja biegów II, III i IV, przełożenia skrzyni biegów:
  - I: 3,25
  - II: 2,067
  - III: 1,3
  - IV: 0,873
  - wsteczny: 4,024
- Przełożenie przekładni głównej 4,87

### Podwozie
Źródła:
- Zawieszenie przednie: niezależne, na półeliptycznym resorze piórowym poprzecznym i wahaczach poprzecznych, z hydraulicznymi amortyzatorami teleskopowymi dwustronnego działania
- Zawieszenie tylne: niezależne, na wleczonych wahaczach skośnych ze sprężynami śrubowymi i umieszczonymi współosiowo z nimi hydraulicznymi amortyzatorami teleskopowymi dwustronnego działania
- Koła i ogumienie: koła tarczowe z blachy stalowej o wymiarach obręczy 4,00 × 12", ogumienie radialne o wymiarach 135 SR 12"
- Układ hamulcowy:
  - hamulec roboczy: hydrauliczny, dwuobwodowy, mechanizmy hamujące kół przednich i tylnych bębnowe, średnica bębnów 170,1 lub 185,53 mm
  - hamulec postojowy: mechaniczny, działający na koła tylne
- Układ kierowniczy: przekładnia ślimakowa z wycięciem zębatym o przełożeniu 1:13 (2/26), dzielona kolumna kierownicy, liczba obrotów koła kierownicy od oporu do oporu 2,9

### Osiągi
- Przyspieszenie 0 – 100 km/h (s):
  - 54,4 (silnik 600)[48]
  - 50 (silnik 650)[215]
- Prędkość maksymalna: 105[215] – 108,4[48] km/h
- Kontrolne zużycie paliwa (l/100 km):
  - 600: ok. 5,8 według normy PN-67/S04000[205]
  - 650: ok. 6 według normy PN-67/S04000[205], ok. 8,7 w ruchu miejskim[216]
  - 650E: ok. 4,7 przy prędkości 70 km/h, ok. 6 przy prędkości 90 km/h (według normy PN-80/S-04000)[205], ok. 7,4 w teście miejskim według ECE[216]
  - el: ok. 4,7 (prędkość 70 km/h), ok. 6 (prędkość 90 km/h), ok. 6,9 (miasto)[217]
- Eksploatacyjne zużycie paliwa: ok. 6,5 l/100 km (600/650)[215]
- Minimalna średnica zawracania: 9,4 m[218]

### Pozostałe
- Rozstaw osi: 1840 mm[200]
- Rozstaw kół przednich 1142 mm, kół tylnych 1203 mm[219]
- Pojemność zbiornika paliwa: 21 l (w tym rezerwa 5 l)[215], paliwo – etylina 94 lub benzyna bezołowiowa LO95[217]
- Pojemność miski olejowej silnika: 2,5 l (wymiana oleju), 2,67 l (pojemność całkowita z filtrem odśrodkowym i przewodami olejowymi)[220]
- Instalacja elektryczna o napięciu 12 V, akumulator kwasowy o pojemności 34 Ah, prądnica prądu stałego o mocy 230 W (16 A) lub alternator o mocy 500 W (34 A)[221][222]
- Pojemność bagażnika: 100 l[100]

## Polski Fiat 126p w sporcie

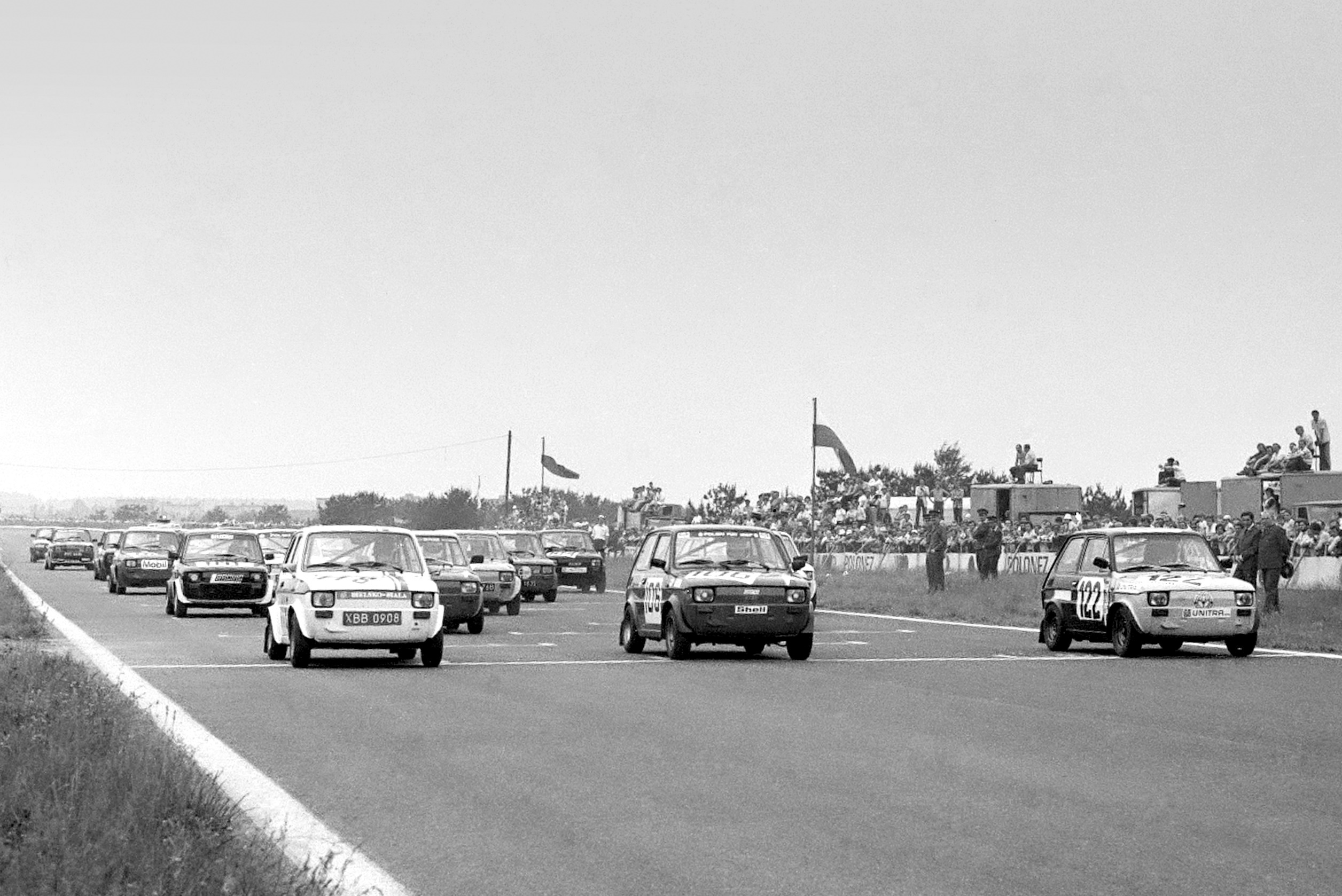
Start do wyścigu na Torze Poznań w 1980

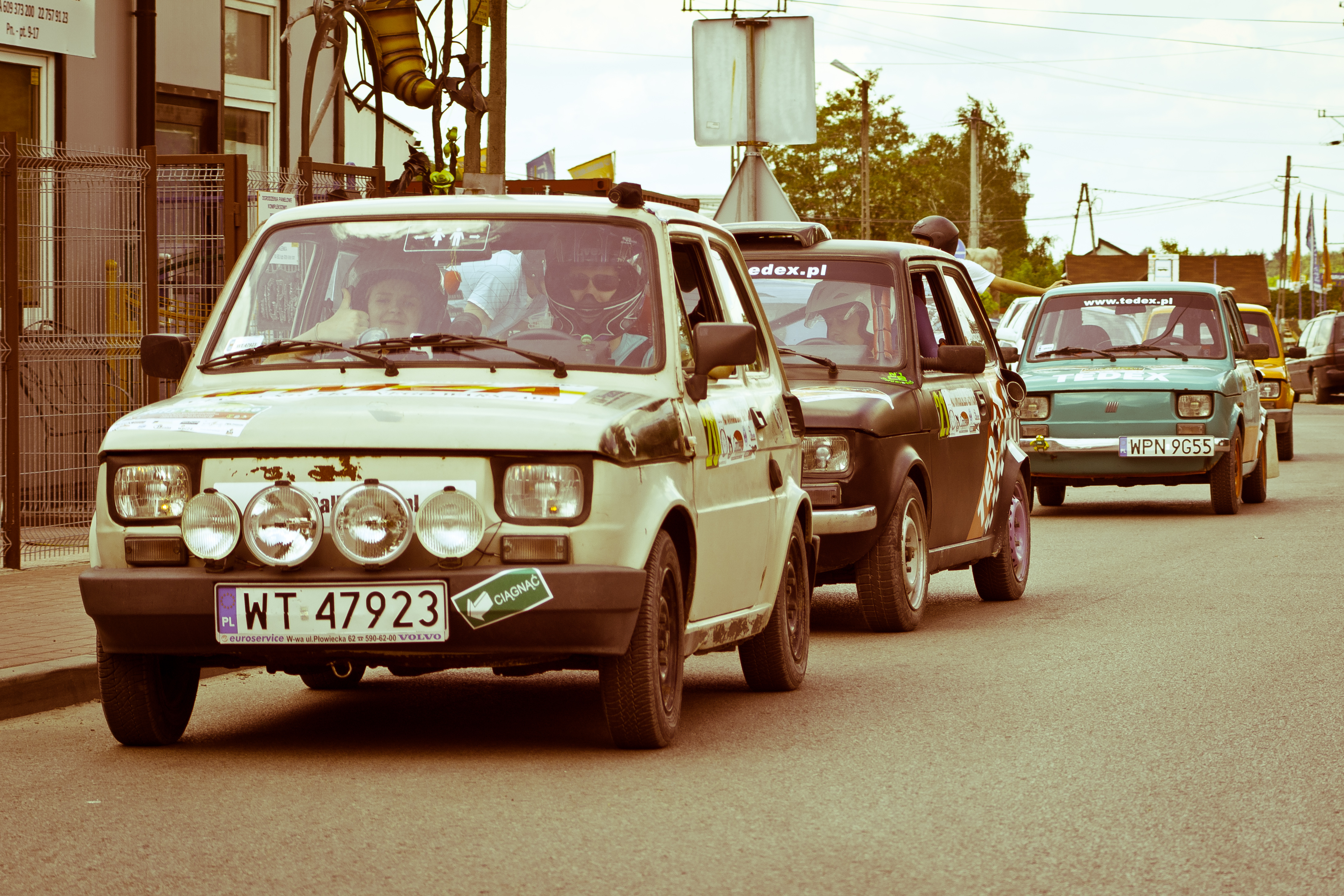
Zawodnicy w Polskich Fiatach 126p podczas rajdu Rally Piaseczno 2012

Już w 1972 roku Fiat 126 zadebiutował w Rajdzie Wisły. Z inicjatywy inż. Zbigniewa Klimeckiego w maju 1975 roku utworzono w OBR SM Dział Sportu Samochodowego. W tymże roku jadący Polskim Fiatem 126p Sobiesław Zasada i Longin Bielak ukończyli poza konkurencją 43. Rajd Monte Carlo. Także w 1975 roku samochód 126p wystąpił w Rajdzie Polski. Specjalnie dla 126p utworzono odrębną klasę markową, dla najmniej zamożnych zawodników. W styczniu 1976 roku Polski Fiat 126p uzyskał homologację grupy 1 FIA. Tegoż roku w Rajdzie Zimowym Stomila wystartowało 12 „Maluchów”, w tym dwa z ekipy fabrycznej (Wiesław Cygan i Jacek Jurzak oraz Andrzej Koper i Dariusz Szerejko). Obie załogi fabryczne ukończyły rajd, trwający 19 godzin na trasie liczącej 980 km, w ciężkich warunkach atmosferycznych (załoga Cygan i Jurzak zajęła 2. miejsce, załoga Koper i Szerejko lokatę 5.). W 1982 roku jadący 126p Janusz Szerla zajął III miejsce w klasyfikacji generalnej Rajdowych Samochodowych Mistrzostw Polski, wyprzedzając m.in. załogi jadące Renault 5 czy Volkswagenem Golfem. W 1984 roku Szerla i Krzysztof Janarek w zaliczanym do mistrzostw Europy Rajdzie Saarland zajęli III miejsce w klasie do 1300 cm³. Na jednym z odcinków specjalnych tego rajdu „Maluch” zajął 15. miejsce spośród 71 załóg, co wywołało sensację. W 1989 roku Krzysztof Koczur i Krzysztof Janarek, startujący w Rajdzie Niemiec w Fiacie 126 BIS, zajęli II miejsce w klasie do 1300 cm³ grupy A. Z powodu trudności finansowych i ekonomicznych FSM działalność Działu Sportu Samochodowego została 1 stycznia 1990 roku zawieszona. Mimo to kierowcy jadący 126p kontynuują starty w zawodach motorowych do czasów obecnych.

## Potoczne nazwy Polskiego Fiata 126p
- W Polsce nazywany jest „Maluchem” lub „małym Fiatem” (w przeciwieństwie do Polskiego Fiata 125p, zwanego „dużym Fiatem”), a także „kaszlakiem” ze względu na specyficzny dźwięk pracującego silnika.
- W Albanii jest znany jako Kikirez.
- W Chorwacji i Serbii znany jest jako Peglica (zdrobnienie Pegla = „żelazko”).
- W Słowenii jako bolha („pchła”), Pici-poki (w luźnym tłumaczeniu jako „wolne i głośne”) lub Kalimero (od Calimero – postaci z włoskiej kreskówki) – na wybrzeżu słoweńskim.
- W języku węgierskim, jest znany jako kispolszki („mały Polski”, 125p jest nazywany „nagypolszki”, co oznacza „duży Polski”), kispolák lub torpe-Polyak, gdzie „kis” oznacza małe, „torpe” karzeł, a „Polák” lub „Polyak” jest archaizmem określającym Polaków. Samochód miał tam też przydomek „egérkamion”, czyli „myszy ciężarówki”.
- W Niemczech i Irlandii (i w Wielkiej Brytanii, jednak w mniejszym stopniu) Fiat 126 był znany jako „Bambino” (wł. „dziecko”)
- Na Kubie jest znany jako „Polaquito”.
- W Chile jest znany jako „Bototo”.

## Polski Fiat 126p w kulturze

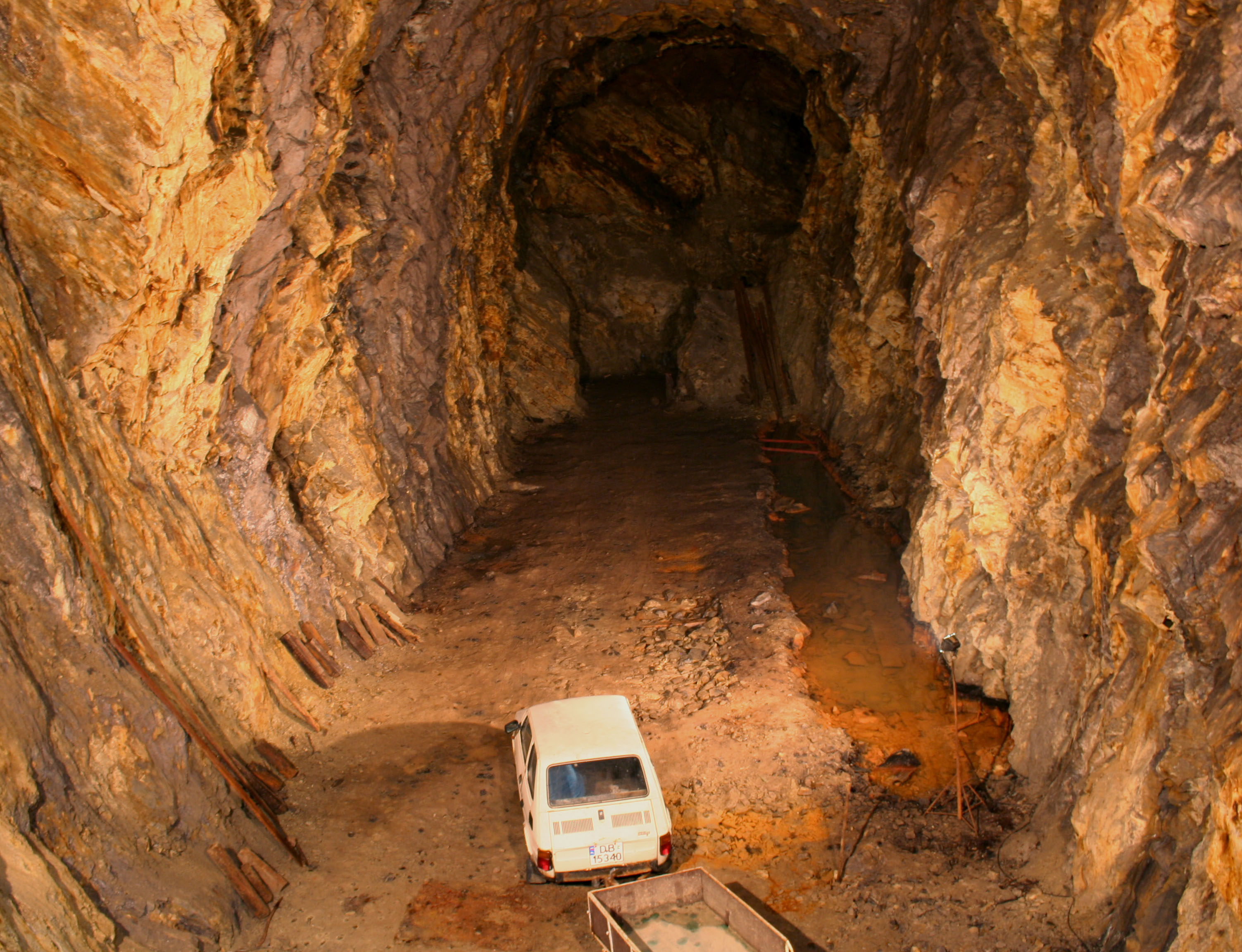
Polski Fiat 126p używany do wywozu gruzu w kompleksie Riese, podczas prac eksploracyjnych w 2006 roku

- Fiatem 126p porusza się główny bohater serialu „Czterdziestolatek" zrealizowanego w latach 1974–1977[231].
- Jan Krzysztof Kelus w 1976 roku napisał piosenkę „Fiat 126p”, ukazującą radość i troski związane z posiadaniem pierwszego własnego samochodu. Piosenka była śpiewana następnie przez Jakuba Sienkiewicza w albumie „Od morza do morza” (1994).
- Zespół Big Cyc nagrał piosenkę „Mały Fiat” z charakterystycznym refrenem „Mały Fiat przetrwa jeszcze tysiąc lat”, umieszczoną na płycie „Świat według Kiepskich” (2000)[232].
- W komiksie „Kubuś Piekielny” Szarloty Pawel, na skutek zbiegu okoliczności rodzina Piekielnych staje się posiadaczami trzech nowych Polskich Fiatów 126p, co stwarza możliwość niespotykanego w latach PRL-u zarobku.
- W teledysku utworu Re-Wired z 2011 roku, członkowie brytyjskiego zespołu Kasabian poruszają się Fiatem 126p.
- Serbski raper Smoke Mardeljano w teledysku do swojego utworu "Definicija MC-ja" z 2019 roku rapuje oparty o pomalowanego na żółto Fiata 126p. Brak widocznych emblematów i eklektyzm elementów nadwozia nie pozwala stwierdzić, czy jest to egzemplarz sprzedawany jako "polski Fiat 126p", czy "Zastawa 126 PGL". Na polskie pochodzenie sfilmowanego egzemplarza wskazuje zestawienie go z pomalowaną na ten sam jaskrawy odcień żółci przyczepą kempingową Niewiadów N126.
- Polski Fiat 126 został wybrany Samochodem 2016 Roku przez najstarszy kubański klub automobilowy Amigos del Motor[233].

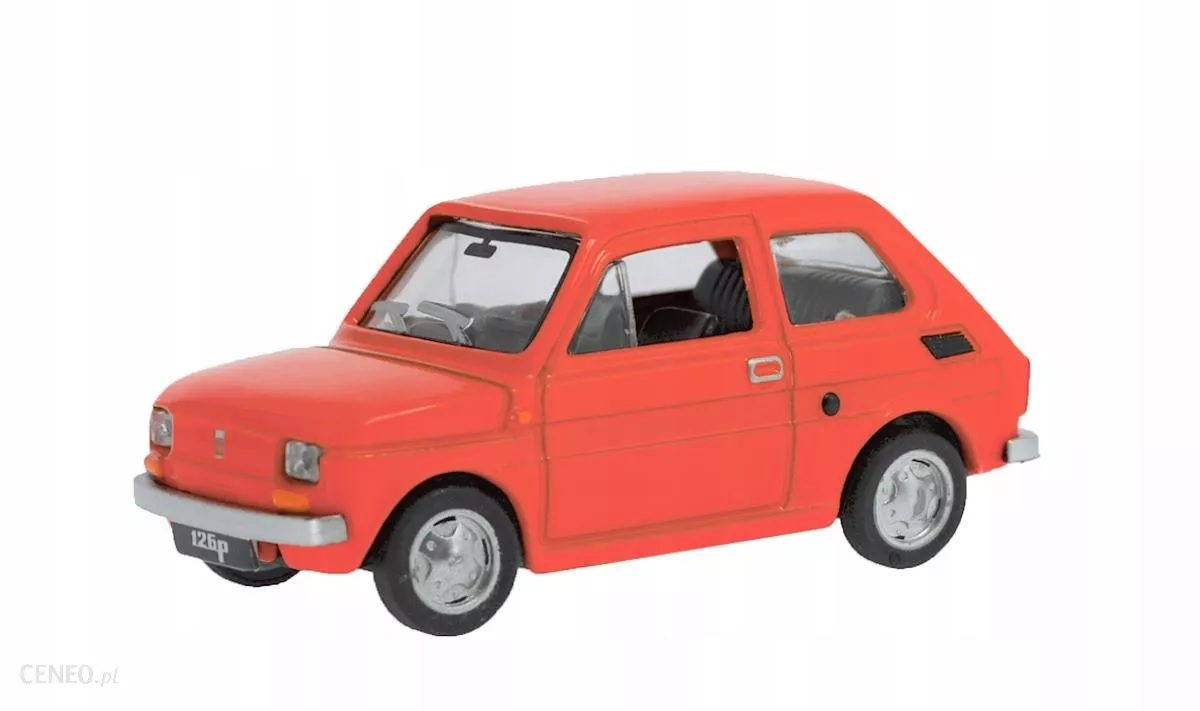
Współczesny model-zabawka Fiata 126p